# Alps d'Allgäu

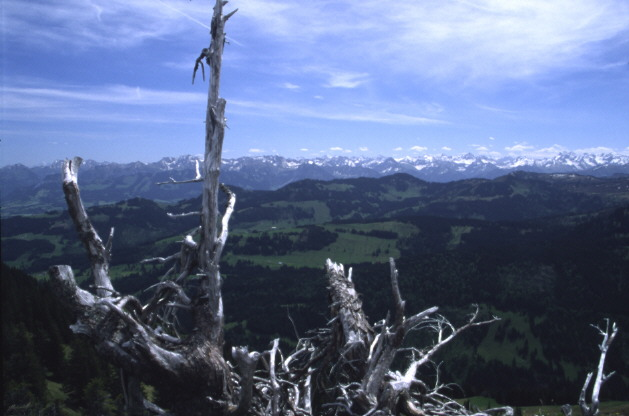
Vista de les principals carenes dels Alps d'Allgäu des de la carena de Nagelfluh

Els Alps d'Allgäu són un massís del pre - Alps nord-oriental. S'alcen entre Àustria (límit entre Vorarlberg i la terra del Tirol) i Alemanya (límit entre Baviera i Baden-Württemberg), al sud d'Algäu, territori germànic que els dona nom. El Grosser Krottenkopf és el punt més alt del massís.

## Geografia

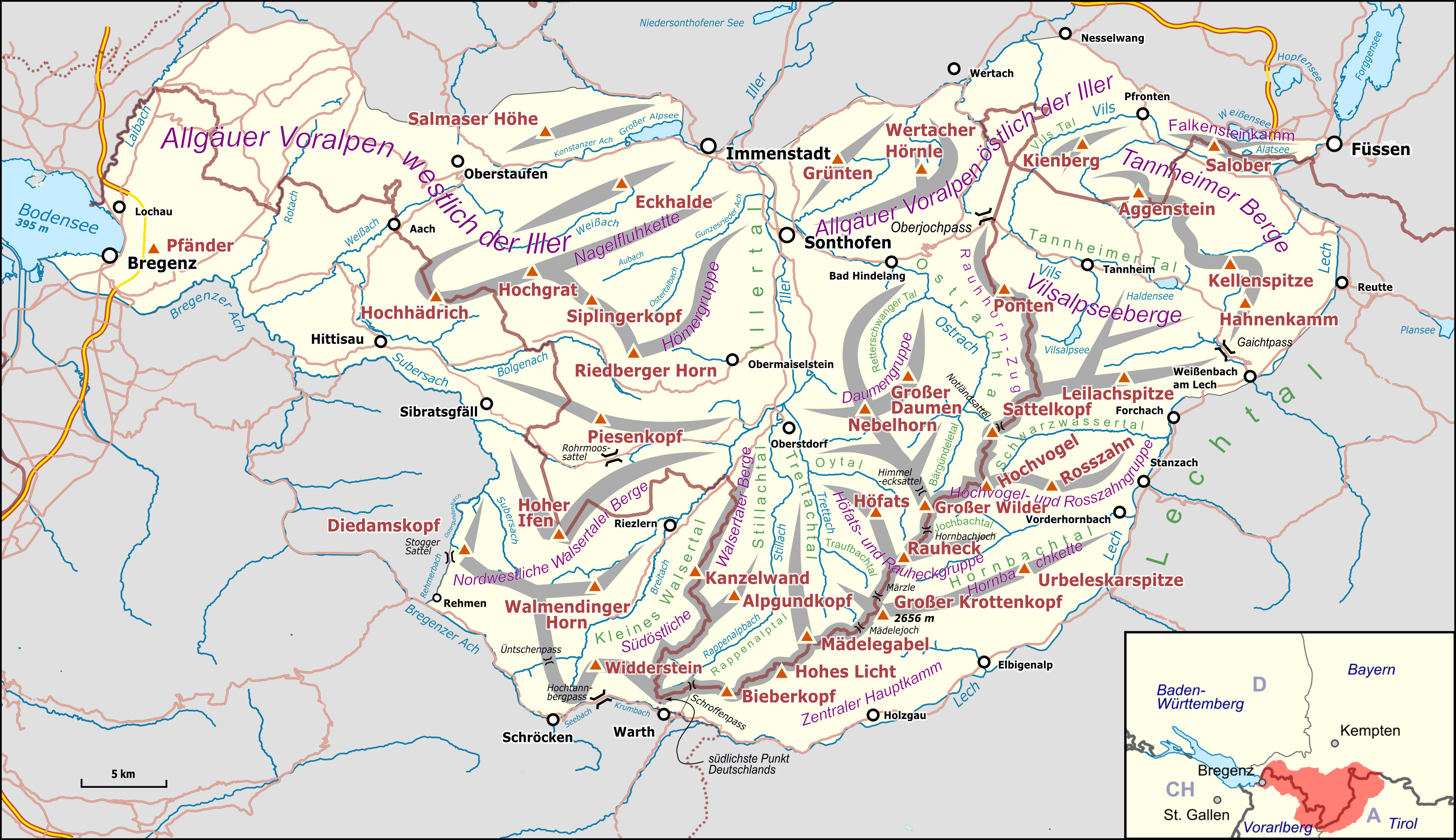
Els enllaços i els cims del massís.

### Situació
El massís està envoltat pels Alps Ammergau a l'est, els Alps Lechtal al sud-est, la serralada de Lechquellen al sud del coll de Hochtannberg i la serralada de Bregenzerwald al sud-oest.
Limita amb el Lech al sud i a l'est i està banyat pel llac de Constança a l'oest.

### Topografia
Els massissos dels prealps nord-orientals es divideixen en dues categories de relleus : serralades d'una banda des del massís de Bregenzerwald fins al Kaisergebirge i l'altiplans de l'altra banda des del Loferer Steinberge fins al Rax. Així, els Alps d'Allgäu estan formats per serralades amb una topografia variada i complexa.
Una línia de serralades principals s'estén des del sud, al nivell del coll de Schrofen a les proximitats de Warth, a l'est del massís, al nivell del coll d'Oberjoch. Dibuixa en part la frontera entre Àustria i Alemanya.
Des d'aquestes serralades principals comencen molts enllaços.
No estan centrats geogràficament en relació amb el massís. Com a resultat, els enllaços laterals són molt més llargs cap al nord-oest i el nord que cap al sud i l'est, igual que les valls, cosa que té efectes concrets sobre el turisme. Al vessant nord, al sud d'Oberstdorf, les carreteres estan restringides i l'ús de vehicles privats està principalment prohibit. Així, des del cim de Hohes Licht, la carretera cap a la vall de Lech, cap al sud, és de 3,5 en línia recta, mentre que cap al nord, 8,5 separen del punt més proper admès als automòbils. En el cas del Hochvogel, aquestes mateixes xifres són respectivament de 3 i 11 . A més, les rutes d'accés des del sud són significativament més altes en termes d'altitud. Malgrat aquestes condicions, la majoria de l'accés a aquestes principals serralades continua essent del costat alemany

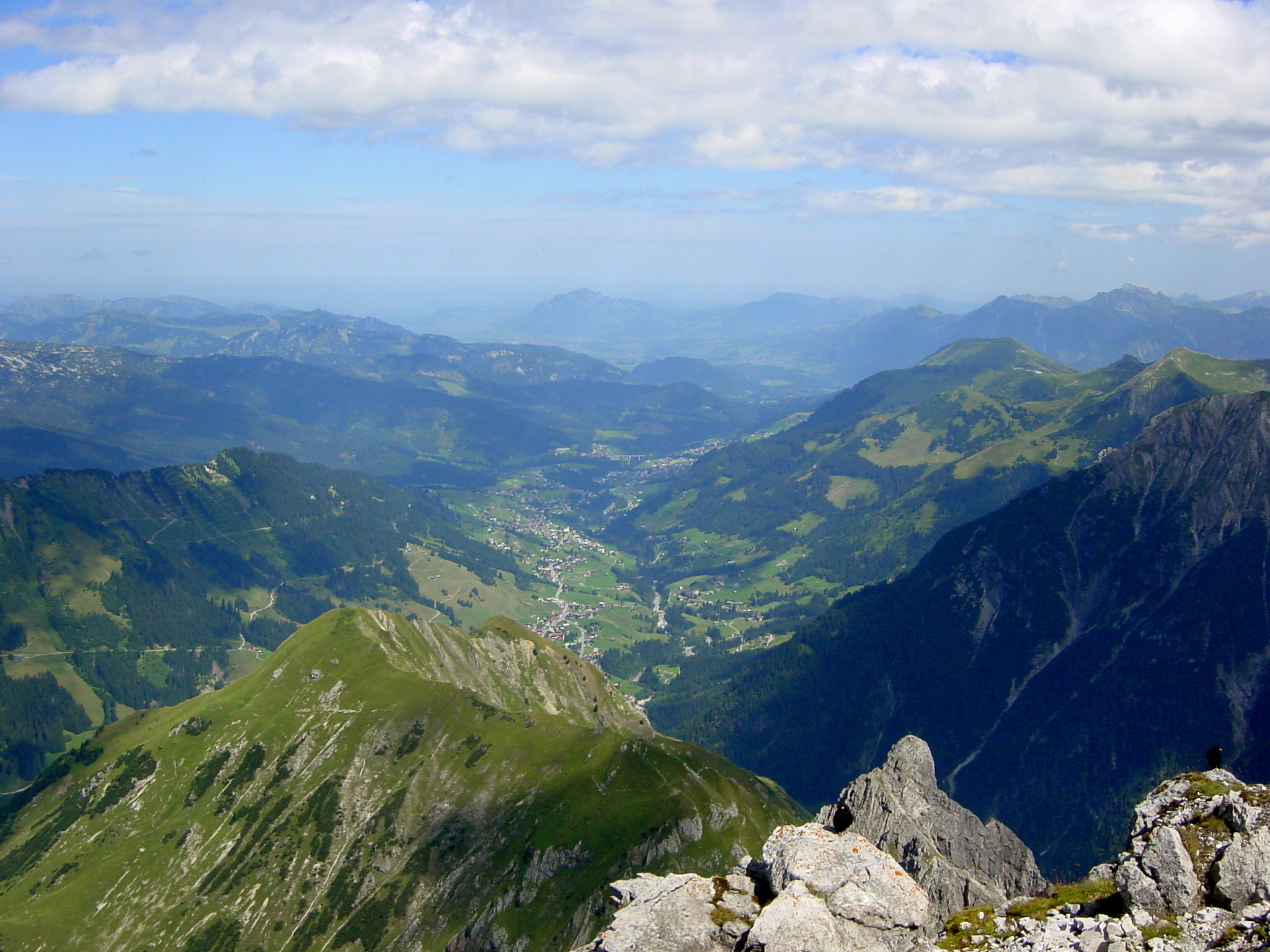
Kleinwalsertal de Grosser Widderstein.

A la part occidental del massís no hi ha cap vincle continu important. De Fellhorn a Grosser Widderstein, però, hi ha una petita dorsal que connecta al sud de les dorsals principals. Tanca la vall de Kleinwalsertal en un arc. Amb l'Hoher Ifen i el seu altiplà de Gottesack, format per roca calcària, és l'única excepció a l'aspecte serral del massís. A això s'afegeix l'enllaç Nagelfluh format per molassa.
La serralada de Tannheim es forma a la seva part central de pedra calcària a partir d'esculls de corall. Aquesta peculiaritat i el seu aïllament li confereixen un caràcter topogràfic específic en relació amb l'enllaç principal. Les serralades entre Aggenstein i Hahnenkamm formen la principal part local de la serralada. Les muntanyes que hi ha a l'est i al nord són turons aïllats.

### Partició
Les antigues edicions de la guia de les associacions alpines dels Alps d'Allgäu dividien el massís en un enllaç principal (Allgäuer Hauptkamm) i enllaços secundaris i grups restants (Seitenkämme und übrige Gruppen).
El vincle principal es va dividir en vuit subgrups : Rappen-Alpen, Hochlicht-Gruppe, Peischelgruppe, Mädelegabel-Gruppe, Krottenspitz-Gruppe, Wilden-Gruppe, Hochvogel-Gruppe i Rauhhorn-Zug .
Els enllaços secundaris i els grups restants constaven de deu subgrups : Serralada de Hornbach, Höfatsgruppe, Daumen-Gruppe, Roßzahn-Gruppe, Vilsalpsee- (Leilach-) Gruppe, les muntanyes entre els rius Breitach i Stillach (Schafalpen i Warmatsgund), les muntanyes Walsertal a la riba esquerra del Breitach, els contraforts a l'oest de l'Iller, els contraforts a l'est de l'Iller i les muntanyes de Tannheimer .
El 16 L' actual de la guia realitza una subdivisió en només dotze subgrups. No és possible fer una comparació directa d'aquests subgrups entre l'antic model i el nou model perquè els límits s'han dibuixat parcialment recentment.

#### Prealpes d'Algäu a l'oest de l'Iller

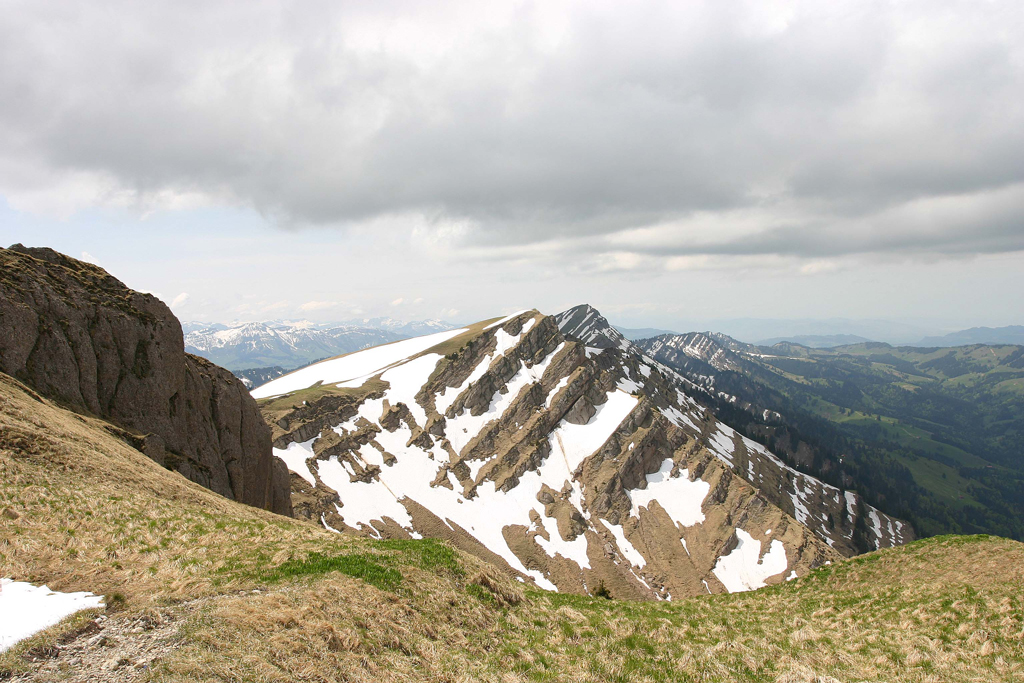
Serralada Nagelfluh des de Rindalphorn

La frontera sud d'aquest subgrup va d'Oberstdorf a Sibratsgfäll passant per Rohrmoos. El cim principal és el Hochgrat (1 834 m). Aquestes muntanyes són molt populars entre els excursionistes. La composició del rock és variada. Al nord, la melassa és dominant. Forma la serralada de Nagelfluh coneguda per muntanyes com Hochgrat, Rindalphorn, Stuiben i Steineberg. Al nord d'aquesta carena, les muntanyes, cada vegada menys altes, també es componen de molassa, igual que la serralada al sud al voltant de Girenkopf i Siplingerkopf.
Els cims que s'eleven més cap al sud consisteixen en flysch. És la zona més septentrional de les dues zones de flysch als Alps d'Allgäu. Les muntanyes es caracteritzen per formes rodones i suaus. Així, a l'hivern, són un terreny popular per fer excursions organitzades. La muntanya més famosa d'aquesta zona és la Riedberger Horn que s'enfila des del coll de Riedberg. El Horn Ofterschwanger, el Sigiswanger Horn i el Rangiswanger Horn també pertanyen a aquesta zona.
Al sud del coll de Riedberg, les roques canvien de nou. En aquest punt, la calcària del Cretaci s'estén, amb el famós Besler. El seu cim es pot escalar directament per una vertiginosa rampa o més simplement amb una desviació cap al sud. Ofereix, com moltes altres muntanyes d'aquest subgrup, una panoràmica sobre les principals carenes dels Alps d'Allgäu.

#### Muntanyes al nord-oest de Walsertal
La petita vall del Walser (Kleines Walsertal) forma la frontera sud-est d'aquest subgrup ; la frontera nord va d'Oberstdorf a Sibratsgfäll passant per Rohrmoos ; el pas Üntschen l'acaba al nord-oest. El cim principal és el Hoher Ifen (2 229 ). Aquesta muntanya és amb l'altiplà veí de Gottesack la principal atracció del subgrup. Les roques del Cretaci que formen el conjunt són la segona particularitat. De fet, les altres muntanyes circumdants pertanyen a la zona sud del flysch. A més, el Hohe Ifen i l'altiplà separen aquestes dues zones i, per tant, són una finestra geològica dins de les roques més antigues.

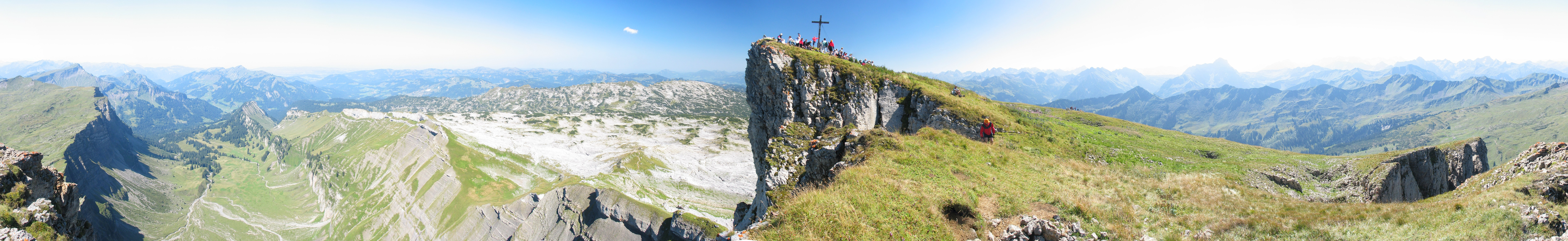
Panoràmica de 360 ° des de Hoher Ifen

#### Muntanyes al sud-est de Walsertal

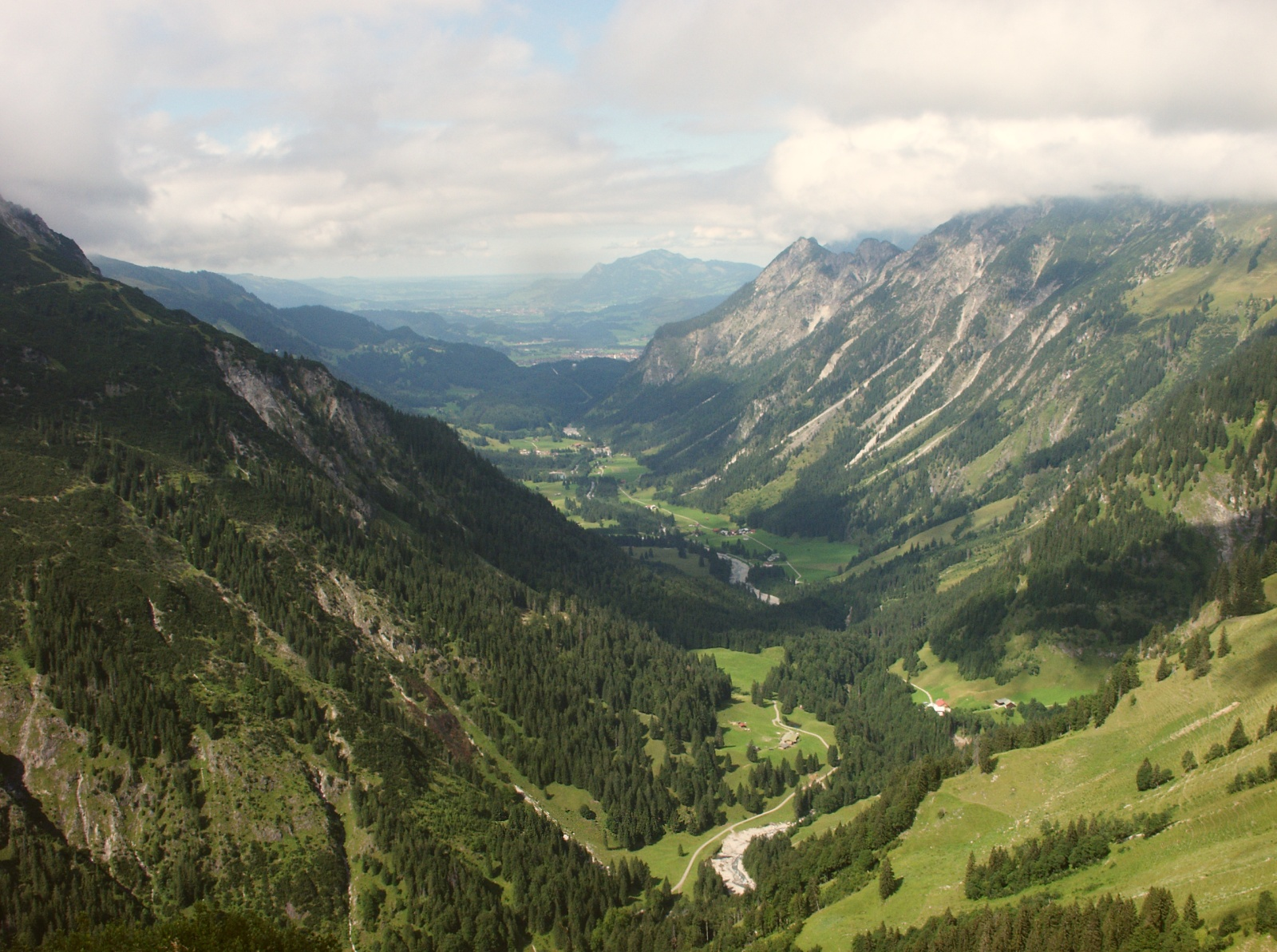
Vista de la vall de Stillach

Aquest subgrup limita al nord amb la vall del Petit Wals. A l'est i al sud-est hi ha les valls de Stillach i Rappenalpen. El pas Üntschen connecta les muntanyes al nord-oest i les que es troben al sud-est del Walsertal. Al coll de Schrofen està connectat a la cadena principal dels Alps d'Allgäu. El cim principal és el Widderstein (2 533 ). La zona de senderisme i esquí de Fellhorn i Kanzelwand, així com la zona d'escalada de Mindelheim, s'inclouen en aquest subgrup. Mentre que llocs com el Fellhorn o els voltants de la caseta de Mindelheim són molt visitats, altres es queden fora dels camins trencats com les muntanyes al nord-est del Fiderescharte. El Fellhorn neix a la zona sud del flysch dels Alps d'Allgäu. La cresta de Widderstein sobre el Schafalpenköpfe fins al Griesgundkopf consta de dolomita. Les roques de Lias també es troben al subgrup, per exemple a Elfer.
Aquest subgrup s'estén entre el pas Schrofen i Mädeljoch i abraça el centre dels Alps d'Allgäu. El famós camí de Heilbronn condueix per les carenes. Cims com el Dreigestirn, el Trettachspitze, el Mädelegabel, el Hochfrottspitze o el Hohes Licht (punt més alt del subgrup amb 2 651 ) s'hi eleven. També hi ha llocs poc concorreguts com el Himmelschrofenzug o el grup sud de Peischel. Els cims principals consisteixen en dolomita. Aquesta capa habitual de la vall de Lech estava relacionada amb les roques Lias de la capa d'Algäu. Entre molts altres llocs, la ruta de la falla inversa, els voltants de la caseta de Kemptner (Trettachrinne) o la caseta del llac Rappen (Linkerskopf) mereixen ser vistes. Fins i tot observem una doble composició de roques al llarg de la falla inversa. Així, la part nord de l'Himmelschrofenzug consta de dolomita mentre que la part sud consta de roques Lias de la capa d'Algäu. Les dolomies de la carena principal passen de nou per sobre de la capa d'Algäu.

#### Prealpes d'Algäu a l'est de l'Iler
Aquest subgrup es troba al nord de l'Oberjoch. La vall de l'Iller forma la frontera occidental, la vall de l'Ostrach la frontera sud i la vall dels Vils la frontera oriental. El cim principal és el Grünten (1 738 ). Sobretot, aquestes muntanyes ofereixen a l'excursionista un bell camp d'activitat. A més, tenen l'avantatge de ser desproveïts de neu durant més any que els altres subgrups que la succeeixen al sud. Estan formats per quatre tipus diferents de roques. Al nord predomina la melassa. També hi ha flysch i dolomita i, finalment, pedra calcària Schratten del Cretaci al Grünten, cosa que el converteix en un parent geològic del Hoher Ifen.

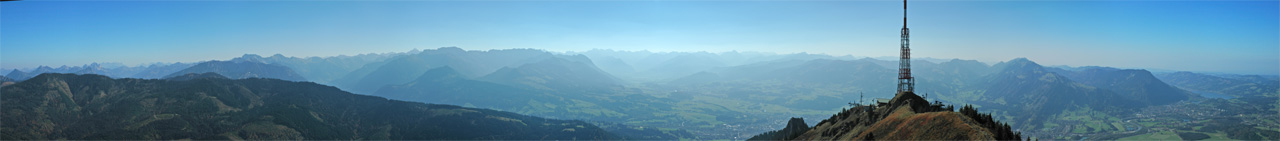
Panoràmica de 360 ° des del Grünten : Alps d'Allgäu (esquerra i centre), vall de l'Iller (centre), grup Hörn i cresta de Nagelfluh (dreta) i llac Alp (extrem dret)

#### Muntanyes de Tannheim
Aquest subgrup es va considerar a la primera meitat del XIX XIX. segle com a massís independent dels prealpis orientals del nord. El nom " Alps de Vils Es va utilitzar parcialment. Va ser només més tard que es va unir als Alps d'Allgäu. El cim principal és el Kellespitze (2 247 ). L'ampla vall de Tannheim separa clarament el subgrup de la resta del massís. Geològicament també hi ha diferències : Tot i que els Alps d'Allgäu estan formats per fràgils dolomies o roques del Jura, la pedra calcària de Wetterstein, procedent d'esculls de corall, predomina a la part principal de les muntanyes de Tannheim, proporcionant roca sòlida. Els cims més famosos són el Rote Fluh, el Gimpel, el Kellespitze i el Gehrenspitze, una famosa zona d'escalada. A més, entre els excursionistes el subgrup és popular, ja que a principis d'estiu, quan les principals serralades dels Alps d'Algovia encara estan cobertes de neu, hi ha molts senders accessibles.

#### Dorsals de Falkensteins
Formen un subgrup molt reduït, que és més baix, a la vora nord-est dels Alps d'Allgäu, entre Pfronten i Füssen. Els Vils els separen de les muntanyes de Tannheim. A la riba oposada del Lech hi ha els Alps Ammergau. El cim principal és el Zirmgrat (1 293 ). El llac Alat es troba al subgrup, així com el Grand Lac Blanc al nord. El panorama està parcialment limitat a causa de la forestació. La pedra calcària dominant de Wetterstein crea impressionants estructures rocoses.

Falkensteins Ridge i Tannheim Mountains

#### Muntanyes del llac Vilsalp
Aquest subgrup es troba al nord-est dels Alps d'Allgäu, entre Oberjoch i Notländsattel. Les valls perifèriques són les de Tannheim, Lech, Eau Noire du Tyol (Tiroler Scharzwassertal) i Ostrach. El cim principal és el Leilachspitze (2 274 ). La dolomita és la roca predominant. Al cor del subgrup es troba el llac Vilsalp, accessible des de la vall de Tannheim. En literatura, de vegades es relaciona amb les muntanyes de Tannheim. Les rutes de senderisme a gran altitud permeten la travessia. Tot i que molts pics ignorats són accessibles, tot i l'absència de camins marcats, sense grans dificultats per als excursionistes entrenats.

#### Grup Daumen
Aquest subgrup es troba a l'est de la vall d'Iller. El satèl·lit Himmelecks l'enllaça amb els altres subgrups. A part de la vall d'Iller, les fronteres estan formades per les valls d'Ostrach, Bergündle i Oy. El cim principal és el Grosse Daumen (2 280 m). El Seilbahnberg Nebelhorn és famós per la seva zona d'escalada Hindelanger. Les rutes de senderisme panoràmiques us permeten creuar la part sud del grup Daumen. Geològicament hi ha una divisió en tres parts : la carena al voltant del Nebelhorn i el Grosse Daumen consta de dolomia, el Sonnenköpfe del flysch i, al sud del Nebelhorn, dominen les roques de Lias amb els seus costats herbosos escarpats. Les muntanyes més famoses d'aquesta regió són el Schneck, l'Himmelhorn i el Laufbacher Eck.

Panoràmica de 360 ° des del Nebelhorn

#### Grups Höfats i Rauheck

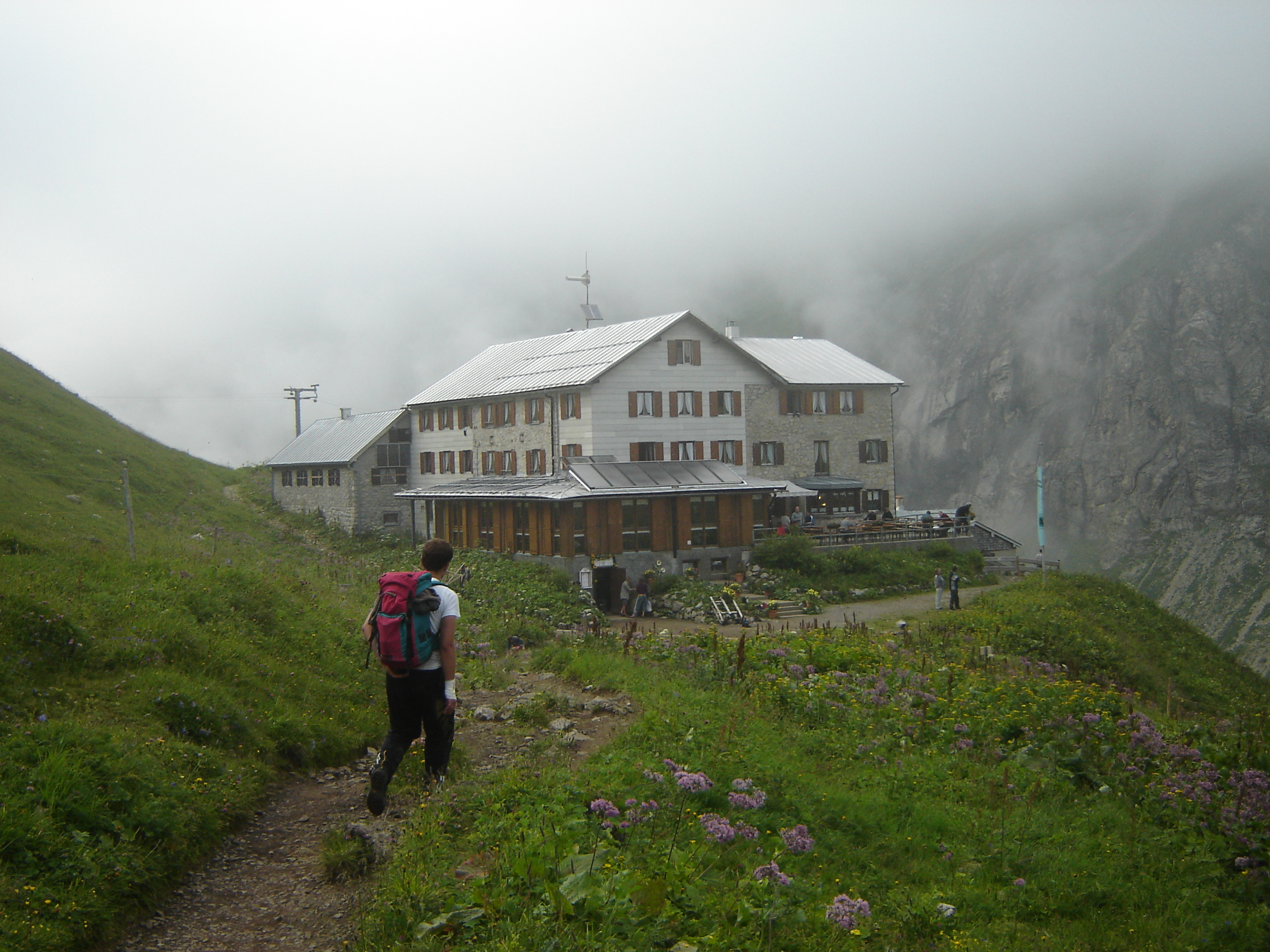
Refugi de Kemptner.

El subgrup inclou una part de l'enllaç principal entre el " Märzle »Joch i el Hornbachjoch. Les valls perifèriques són les de Trettach, Trauf, Oy, Hornbach i Jochbach. El cim principal és el Rauheck (2 384 ). Fins i tot més que en cap dels altres subgrups dels Alps d'Algovia, les escarpades muntanyes herbàcies del Lias dominen aquí. El símbol més famós de tot el massís és el Höfats. És tan costerut que només hi pugen excursionistes experimentats. Aquestes muntanyes també inclouen el Rauheck i el Kreuzeck, a les carenes principals, i el Kegelköpfe. La dolomita constitueix només la cara nord dels Höfats. La pista de senderisme a gran altura entre la cabana Kemptner i la cabana Prinz Luitpold travessa el subgrup, però evita la majoria dels cims per la seva inaccessibilitat.

#### Grups Hochvogel i Rosszahn
Aquest subgrup també inclou part del vincle principal entre el Hornbachjoch i el Notländsattel. El Himmeleck forma la frontera amb el grup Daumen. Les valls perifèriques són les de Jochbach, Hornbach, Lech, Eau Noire i Bergündle. El subgrup està format principalment per dolomita. El cim principal és el Hochvogel (2 592 ). Es considera la muntanya més harmoniosa dels Alps d'Allgäu, especialment quan es veu des del nord. El Hochvogel amb el seu escenari principal, la barraca Prinz Luitpold, també és, amb diferència, la muntanya més enquestada del subgrup. Tots els altres cims que hi ha al voltant són més baixos i menys escalats. En cap altre subgrup hi ha un contrast tan gran entre l'afluència de visitants i la seva absència : només uns pocs quilòmetres en línia de vol separen el Hochvogel dels cims del grup Rosszahn, que poques vegades s'escalen.

#### Serralada Hornbach
Es tracta de la cresta secundària més gran dels Alps d'Allgäu. El subgrup s'estén des d'Öfnerspitze fins a l'enllaç principal. Al sud, limita amb la vall de Lech, mentre que al nord és la vall de Hornbach que li dona nom. A la serra de Hornbach es troba el punt més alt dels Alps d' Alggau, el Grosser Krottenkopf (2 657 ) i, a més, alguns altres cims que es troben entre els 20 més alts del massís. Malgrat la seva importància, la serralada de Hornbach s'ha mantingut relativament aïllada i poc enquestada. Els cims consisteixen en dolomita ; com a resultat, hi ha una alternança de cims i circs alts. Diversos pics molt alts de la cadena només són visitats per poques persones a l'any.

### Distribució territorial
Els Alps d'Allgäu com a unitat geogràfica i massís alpí abasten dos estats i quatre Länder. La part bavaresa representa una mica més de la meitat de la superfície total i concorda amb la part predominant de la conca de l'Iller. La part de Baden-Wurtemburg només conté l'extrem nord-oest del massís fins a l'Adelegg. La part tirolesa correspon en gran part al Lech i els seus afluents, mentre que la part de Vorarlberg es concentra al voltant de la conca de Bregenzer Ache.
Dins dels Alps d'Allgäu hi ha un punt, encara que relativament poc espectacular, entre Baviera, Tirol i Vorarlberg. Es troba a pocs metres a l'oest de Gehrner, a 1,5 al nord de Warth a Vorarlberg i a 4 oest de Biberkopf, el punt més meridional d'Alemanya.
La frontera entre Baviera i Vorarlberg no segueix exactament les principals conques hidrogràfiques europees entre el mar del Nord i el mar Negre. Així doncs, Balderschwang a Alemanya ja és a l'oest d'aquesta línia. Per contra, el Kleinwalsertal pertanyent a Vorarlberg es troba a l'est. La frontera entre Baviera i el Tirol segueix en gran manera les principals carenes dels Alps d'Allgäu.
La part bavaresa dels Alps d'Allgäu es troba dins del districte administratiu de Suàbia. El districte d'Oberallgäu inclou la regió central al voltant de l'Iller, el districte d'Ostallgäu les regions del nord-est com les muntanyes de Tannheim, el districte de Lindau (llac de Constança) les regions del nord-oest. La ciutat independent de Kempten im Allgäu també es troba a Allgäu.
La secció del Tirol es troba dins del districte de Reutte, mentre que la de Vorarlberg es troba dins del districte de Bregenz.
Si considerem els Alps d'Allgäu en el sentit ampli, inclòs l'Adelegg, la terra alemanya de Baden-Württemberg també té una petita part del massís. Es troba dins del districte de Tübingen i, en particular, del districte de Ravensburg.
El Kleines Walsertal a Vorarlberg i Jungholz al Tirol només es pot arribar per carretera des d'Alemanya. La vall té una frontera relativament llarga amb la resta de Vorarlberg, però les serralades altes impedeixen qualsevol connexió per carretera. Als anys seixanta i setanta hi havia plans per a un túnel de carretera entre el Kleines Walsertal i la vall de Bregenzer Ache. Però la població va rebutjar la feina : d'una banda, la vall s'hauria convertit en un punt de trànsit per al trànsit i, d'altra banda, això no l'hauria apropat en termes de distància des del centre de Vorarlberg com des de l'Allgäu.

### Principals cims
| - Grosser Krottenkopf, 2 657 - Hohes Licht, 2 652 - Hochfrottspitze, 2 649 - Mädelegabel, 2 644 - Urbeleskarspitze, 2 632 - Steinschartenkopf, 2 615 - Marchspitze, 2 610 - Bretterspitze, 2 609 - Bockkarkopf, 2 608 - Biberkopf, 2 600 - Trettachspitze, 2 595 - Hochvogel, 2 591 - Kreuzkarspitze, 2 587 - Grosser Widderstein, 2 533 - Peischelspitze, 2 512 - Kratzer, 2 428 - Rauheck, 2 385 | - Geisshorn, 2 366 - Schafalpenköpfe (de), 2 320 - Kleiner Wilder, 2 306 - Großer Daumen, 2 280 - Leilachspitze, 2 276 - Schneck, 2 268 - Höfats, 2 259 - Gaishorn, 2 247 - Kellespitze, 2 247 - Jochspitze, 2 232 - Hoher Ifen, 2 230 - Jöchelspitze, 2 226 - Nebelhorn, 2 224 - Gimpel, 2 176 - Rote Flüh, 2 111 - Kanzelwand, 2 058 - Große Schlicke, 2 056 - Fellhorn, 2 038 | - Obere Gottesackerwände (de), 2 033 - Walmendinger Horn (de), 1 990 - Aggenstein, 1 987 - Rubihorn, 1 957 - Seichenkopf, 1 864 - Breitenberg, 1 838 - Hochgrat, 1 834 - Riedberger Horn (de), 1 786 - Grünten, 1 738 - Sonnenkopf, 1 712 - Wertacher Hörnle (de), 1 695 - Besler, 1 680 - Immenstädter Horn (de), 1 490 - Mittagberg (de), 1 451 - Schwarzer Grat (de), 1 118 - Pfänder, 1 063 |

A més, una llista (per ordre alfabètic) dels cims d'aspecte herbós, a priori arbitrari, però format per roques de Lias i que presenta per a algunes dels vessants de prop de 70 %, xifra inferior.
| - Älpelekopf, 2 023 - Bärenkopf (de), 2 080 - Berggächtle, 2 006 - Elferkopf, 2 387 - Falken, 1 905 - Fürschießer, 2 271 - Giebel, 1 949 - Großer Seekopf (de), 2 084 - Himmelhorn, 2 113 - Höfats, 2 259 - Höferspitze, 2 131 - Hüttenkopf, 1 939 - Jöchlspitze, 2 226 | - Kegelkopf, 1 960 - Kleine Höfats (de), 2 073 - Kleiner Seekopf (de), 2 095 - Kreuzeck, 2 375 - Kugelhorn, 2 126 - Lachenköpfe, 2 112 - Laufbacher Eck, 2 178 - Linkerskopf, 2 455 - Holzgauer Muttekopf, 2 431 - Muttekopf (al Rauheck), 2 284 - Kleiner Rappenkopf, 2 276 - Rauheck, 2 385 - Rotkopf, 2 194 | - Rotnase, 2 171 - Rothornspitze, 2 392 - Salober (de), 2 087 - Schneck, 2 268 - Schochen, 2 100 - Schochenspitze, 2 069 - Seilhenker (de), 1 794 - Spätengundkopf, 1 991 - Strahlkopf, 2 361 - Sulzspitze (de), 2 085 - Vorderer Riffenkopf (de), 1 563 - Wildengundkopf (de), 2 237 - Zeiger (de), 1 994 |

## Elements paisatgístics

### Curs d'aigua

#### Conca Iller

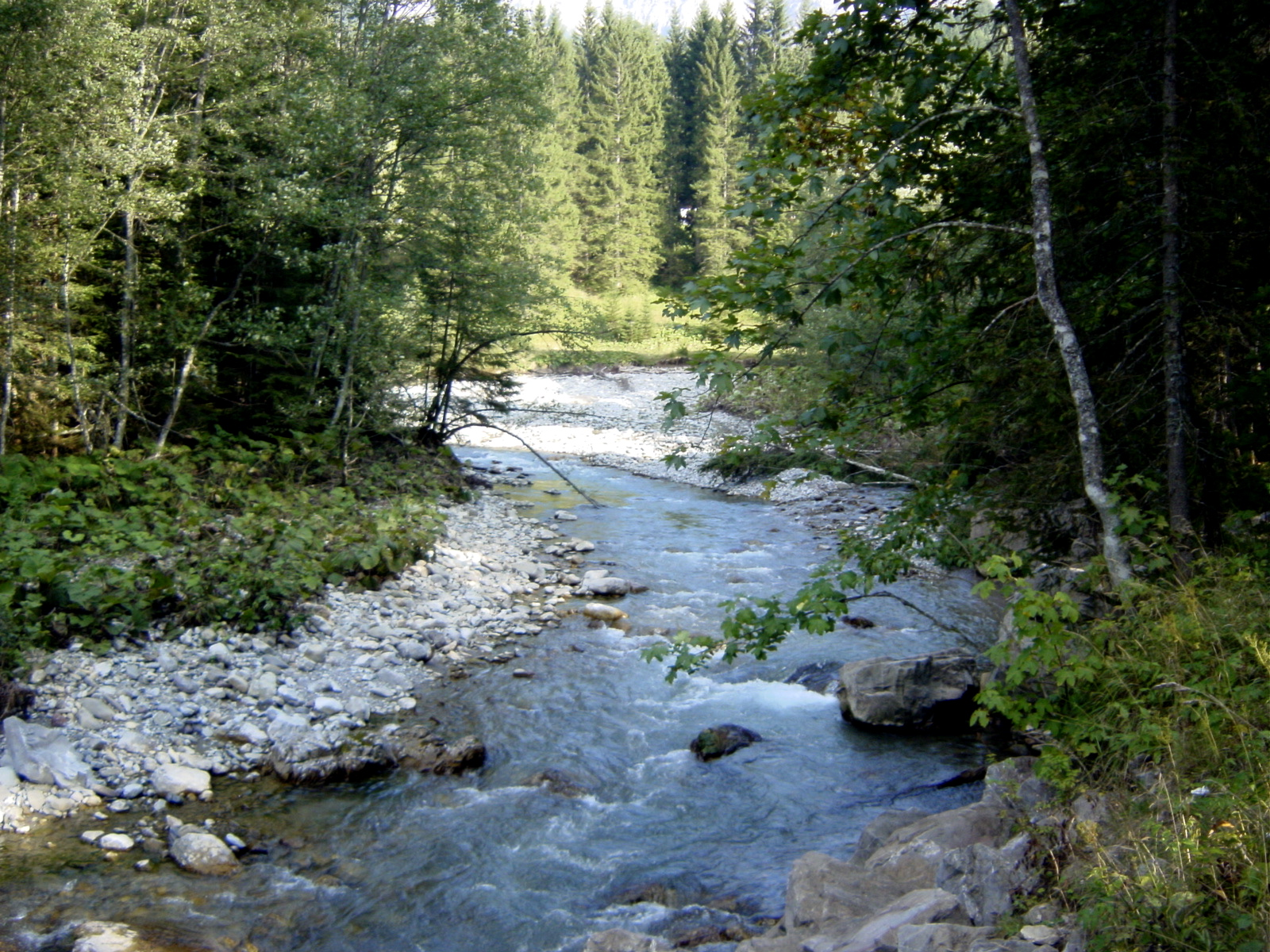
El Breitach a Mittelberg

L'Iller es forma al nord d'Oberstdorf per la confluència de tres rius : el Breitach, el Stillach i el Trettach.
El Breitach desemboca a la vall del petit Wals. Va néixer al llogaret de Baad per la confluència de tres rierols : el Tura, el Derra i el Bergunt. Un altre afluent lateral és l'Eau Noire. En el seu curs inferior, el Breitach ha d'obrir-se camí a través de les dures roques calcàries. Al llarg dels anys ha format el Breitachklamm, un dels congosts més famosos dels Alps. Aigües avall d'aquestes encara flueix el Rohrmooser Starzlach. L'Eau Noire forma parcialment gorgs notables amb cascades entre el refugi d'Auen i la seva sortida a Breitach. Passa aquí sota un pont natural, la resta d'un antic conducte al Schrattenkalk. L'Au, afluent de l'Eau Noire, també és notable perquè és, amb una longitud de 200 mètres una de les rieres més curtes que existeixen. La seva font recull les aigües subterrànies de l'altiplà de Gottesack.
El Stillach està format per la confluència dels rierols Rappenalpen i Bacherloch. Eludeix el llac Freiberg en un revolt i més avall avall un altre revolt a l'oest d'Oberstdorf.
El Trettach està format per la confluència dels rierols Sperr i Trettachrinne. La ruta de senderisme fins a la cabana de Kemptner passa pel Sperrbachtobel. Aquesta desfilada està permanentment amenaçada per les allaus a l'hivern. El fons de la vall està cobert tot l'any per les restes d'aquestes allaus. El Trauf desemboca al Trettach a Spielmannsau. Després flueix per unes quantes cascades. Un altre afluent lateral aigües avall és el Dieters, que forma un congost amb cascades al curs inferior. Després segueix l'Oy que desemboca al curs superior dels Stuiben. El Trettach passa per Oberstdorf i l'estació de Nebelhornbahn.
Entre Oberstdorf i Sonthofen, diversos petits rierols desemboquen a l'Iller. Riu avall hi ha la Ley que forma una notable desfilada, així com el Hinanger amb una nova cascada i el Gaisalp que s'origina des dels llacs del Gaisalp fins al Rubihorn i va formar el notable congost de Reichen (o congost de Gaisalp).
L'Ostrach és un dels afluents laterals més grans de l'Iler. Rega vastes regions a l'est de la conca de l'Iller. Flueix cap a la cabana de Giebel i passa per Hinterstein, Bad Hindelang i Sonthofen. El Bsonderach que rega la vall de Retterschwanger desemboca després de Hinterstein a l'Ostrach. A Bad Hindelang flueix el Hirsch, que va formar una notable desfilada, i a Sonthfen, el Starzlach desemboca a l'Ostrach. Rega la regió entre Grünten i Tiefenbacher Eck i forma el famós congost de Starzlach al seu curs inferior.
El Gunzesrieder Ach flueix de l'oest a l'Iller a Blaichach. Té la seva font a Gunzesrieder Säge per la confluència de les rieres Ostertal i Au. L'Ostertal forma una notable desfilada poc abans de la seva desembocadura. Es va formar, com el congost de Halden, per on discorre el curs inferior del Gunzesrieder Ach, a la molassa.
El Konstanzer Ach també porta de l'oest a Immenstadt, a l'Iller. Rega la depressió entre Oberstaufen i la seva boca. Poc abans d'això, se li uneix el Steig, que flueix a la regió entre la cresta de Nagelfluh i la bocina d'Immenstädter i forma una altra desfilada.
Aigües avall d'Immenstadt, l'Iller deixa el domini dels Alps d'Allgäu en sentit estricte. En el sentit més ampli, desemboca a Kempten. Un afluent de la riba dreta (est), el Rottach, rega el nord de la muntanya de Rottach. Al seu curs alt, la presa de Rottach reté aigua des del 1991 en un gran llac artificial. Un afluent a la riba dreta (oest), el rierol Waltenhofener, emergeix uns quants quilòmetres abans de Kempten. Té la seva font al llac Niedersonthofner, alimentat pels Schratten. Aquest rierol ha excavat en el seu curs superior el congost de Caiguda a la molassa.

#### Conca de Lech

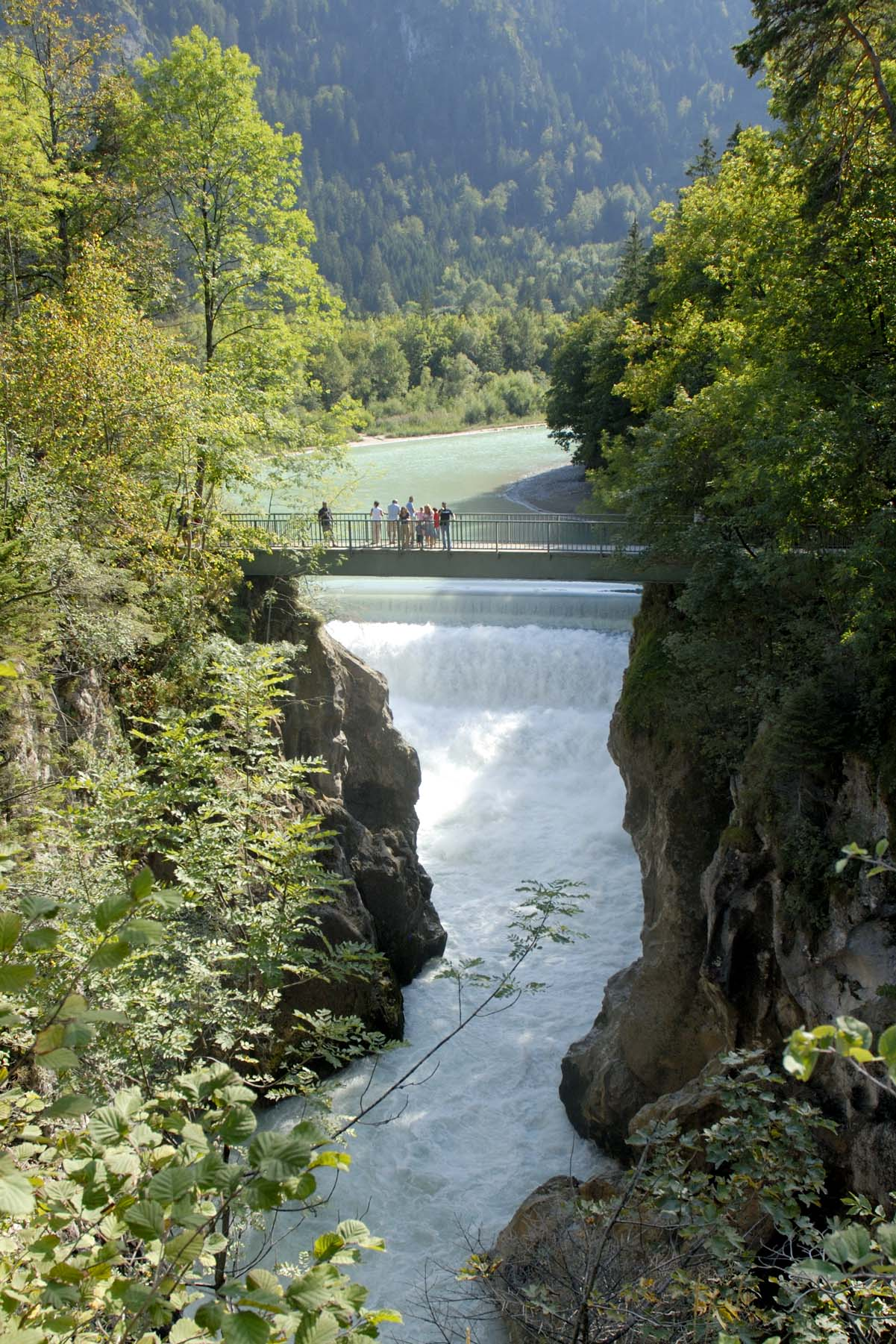
El Lech a Füssen, Alemanya

El Lech pren el seu origen al massís veí de Lechquellen. Flueix a través de la ciutat de Lech i arriba al flanc sud dels Alps d'Allgäu uns quants quilòmetres a l'est de Warth. Posteriorment, la riera limita amb el límit sud i sud-est del massís fins a la frontera austro-alemanya al peu dels Prealps a Füssen.
A Warth, el Krum, que neix al pas de Hochtannberg, desemboca al Lech. Un altre afluent principal és el Höhen que hi desemboca a Holzgau. Està format per la confluència de Schochenalp i Rossgumpen i es talla profundament al sud de la carena principal dels Alps d'Alggau. Al seu curs inferior es troba la cascada Simms.
Els Bernhards desemboquen al Lech a l'Elbigenalp. Aquest rierol rega les gorges entre la serralada central de Hornbach i el Bernhardseck al sud.
Només al final de la llarga serralada de Hornbach es troba el major afluent lateral, el Horn. Rega la vall de Horn, una llarga vall entre la cadena sud d'Hornbach i la cadena principal dels Alps d'Allgäu amb el Hochvogel al nord. A principis dels anys seixanta, el llit del rierol estava protegit dos quilòmetres abans de la seva desembocadura per una presa de tartera de 15 mètres alçada (formigó). Durant els anys següents, va conservar centenars de metres cúbics de roca. Ara, com a part de la nova reserva natural de Tiroler Lechtal, la presa ha estat parcialment destruïda, en dues etapes, el 2003 i el 2005. Com a resultat, més de 100 000 mètres cubes de tartera es van desplaçar cap al Lech, contribuint a la pujada de diversos metres al nivell de l'aigua.
Una vall lateral important de la vall de Horn és la vall de Joch. Aquest rierol pren la seva font aigües avall del Hornbachjoch i desemboca a la Banya a Hinterhornbach. Forma gorgs interessants a la seva part inferior. No són accessibles, però podeu admirar-los al fons del Gubelbrücke, així com des dels camins turístics de la vall. Això és propici per a tots els superlatius : el més salvatge i original dels Alps d'Allgäu. No hi ha carreteres motoritzables que condueixin als refugis de Joch que amb prou feines es troben al mig de la vall. Són accessibles, com tota la vall, només per un camí parcialment ardu. En comparació amb altres valls alemanyes, aquest costat de la cresta principal representa un altre món.
Entre Stanzach i Forchach flueix l'Eau Noire. Per evitar confusions amb el rierol homònim de la vall de Kleinwalsertal, també s'anomena Aigua Negra Tirolesa (Tiroler Schwarzwasserbach). Es troba entre el grup de Rosszahn al sud i les muntanyes del llac Vilsalp al nord.
El Weissen desemboca al Lech al lloc homònim. Arriba al bell mig de les muntanyes de Vilsalp de la vall de Birken, entre el Leilachspitze al sud i el Litnisschrofen al nord.
El Lech entre Warth i Füssen és reconegut, amb els seus afluents, entre els rius salvatges dels Alps encara molt conservats. També se l'anomena Tagliamento du Nord (el Tagliamento, al pre-Alps sud-oriental, és el riu salvatge més ben conservat dels Alps). Els intents de protecció adherint-se al Lech es van concloure a finals del 2004 amb l'extensió de la reserva i del parc natural a les valls laterals. No es va poder realitzar una classificació de la regió, prevista inicialment, al parc nacional. Malgrat aquesta protecció, els conflictes continuaran en el futur entre diversos interessos. Perquè un riu salvatge amb tota la seva dinàmica i les zones d'assentament de la vall poques vegades troben un pla d'acord ple.

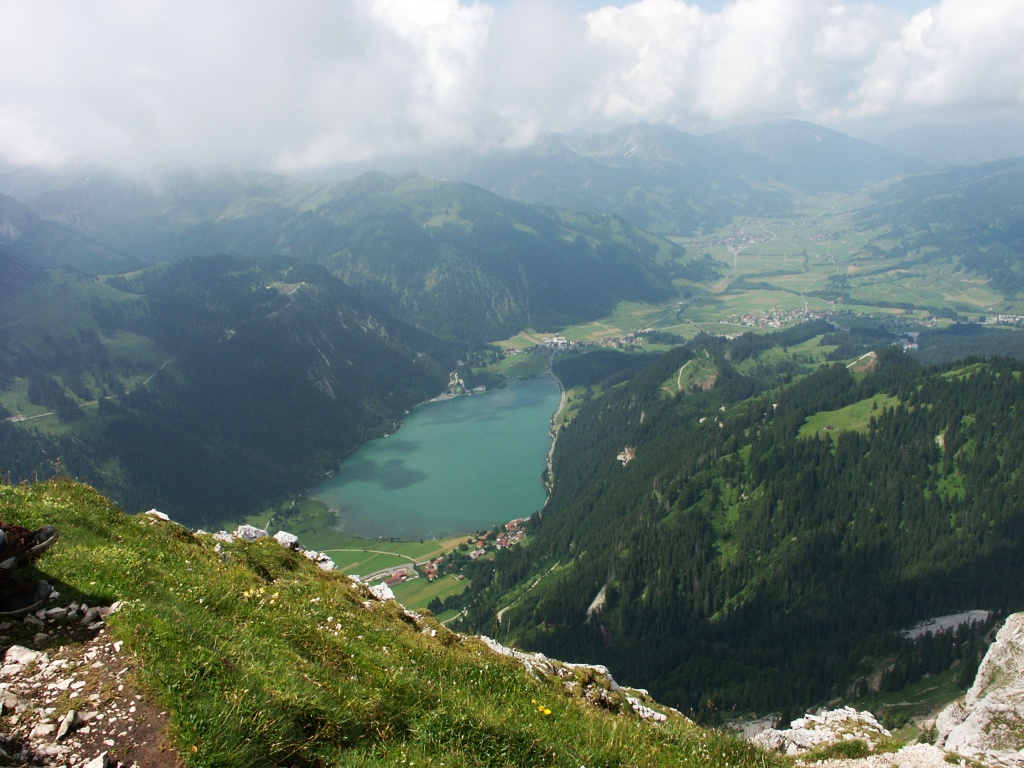
La vall de Tannheim i el llac Halden des del Roten Flüh

Poc abans del peu dels Pre-Alps, desemboca a les seves aigües l'afluent més important del Lech procedent dels Alps d'Allgäu : els Vils. Pren el seu origen al sud dels llacs de Vils i rega vastes regions des de la vall de Tannheim fins a les gorgues de Pfronten. Després d'abandonar el llac, desemboca al nord fins a Tannheim, on el pastor Ache flueix des del llac Halden cap a l'est de la vall, després cap a l'oest fins a Schattwald, i de nou cap al nord, on passa per gorges entre els cims de Sorgschrofen i Schönkahler. Aquí també hi ha les cascades de Vils, però aquesta cascada queda una mica entelada per la presència d'una central elèctrica. Poc abans de Pfronten, el Vils es dirigeix cap a l'est, on rep l'aigua del Steinacher Ache, a la regió austríaca de Seebach. Aquest rierol travessa una profunda vall entre l'Einstein i l'Aggenstein. Després de Pfronten, el Reichen, que ha format gorgs notables a partir de l'Aggenstein, al seu torn desemboca als Vils. Finalment, poc abans de Vils flueix el Küh que forma interessants salts d'aigua al seu curs inferior.
Poc abans de Füssen, el Lech s'ha de passar pel barranc on trobem el Lech. Aquests també estan una mica pertorbats per la producció d'energia hidràulica. Finalment, desemboca al llac Forggen, un gran llac artificial.

#### Conca de Bregenzer Ache
El Bregenzer Ache té la seva font al massís de Lechquellen. Arriba als contraforts sud-oest dels Alps d'Allgäu a Schröcken. No discorre permanentment pel massís : entre Au i la sortida del Subersach, flueix pel massís de Bregenzerwald. Apareix el caràcter problemàtic inherent a la divisió dels Alps en massissos diferents, sobretot orientats a les necessitats dels turistes i els muntanyencs. El relleu muntanyós situat a la riba dreta del Bregenzer Ache com el Winterstaude o l'Hirschberg no pertany, doncs, als Alps d'Alggau. Així, doncs, el massís és una excepció indirecta aquí al Bregenzerwald al principi més sovint aplicat que les valls profundes han de formar els seus límits.
El primer afluent que van trobar els Bregenzer Ache dels Alps d'Allgäu és el Subersach. Té la seva font al Hochgerach, l'altiplà proper al Hoher Ifen. Des de Schönenbach fins a la seva sortida, forma la frontera entre els dos massissos. S'enfonsa en barrancs en forma de canó absents de qualsevol carretera o cotxe. A Sibratsgfäll flueix el Ru que desemboca a la vall al nord del Hoher Ifen i les parets del Gottesacker.
El següent afluent de la riba dreta és el Weissach. S'origina a la zona de melassa dels Alps d'Allgäu, a la vall entre la cresta de Nagelfluh i les crestes de Prodel, flueix a l'estació de Hochgratbahn i després s'enfonsa a la roca. A Steibis hi ha les cascades de Buchenegg, que formen boniques cascades. Per sota d'Oberstaufen, el rierol forma les cascades d'Eibel.
El Weissach té un important afluent, el Bolgenach. Flueix des de l'est del pas de Riedberg a través de Balderschwang abans de sortir de Baviera cap a Vorarlberg. Es considera en aquesta regió d'Alemanya com un dels corrents més naturals de les roques fetes amb flysch i guix. També s'enfonsa en el seu curs inferior en forma de canó abans de desembocar al Weissach.
L'últim afluent considerable que desemboca al Bregenzer Ache i al Rotach. Té el seu origen a la regió entre Sulzberg-Höhenrücken al sud i Pfänderrücken al nord.
A Wolfurt, el Brengenzer Ache condueix a la plana del Rin i desemboca uns quants quilòmetres més al llac de Constança.

#### Altres rius i rieres
El Leiblach flueix al nord del Pfänder. En el seu curs inferior, recorre la frontera austro-alemanya fins al llac de Constança. El Ricken desemboca al Leiblach i prové directament del Pfänder, formant les caigudes de Scheidegg, uns quaranta metres d'alçada a la molassa.
L'Argen desemboca al llac de Constança a Langenargen. És un riu dels Alps d'Allgäu dins dels seus amplis límits. Flueix en el seu curs inferior per la part superior de Suàbia, sent format riu amunt per dos rius. L'Argen inferior desemboca a l'Adelegg occidental amb la Black Ridge (Schwarzen Grat) a prop d'Isny im Allgäu. L'Argen superior s'eleva al nord d'Oberstaufen i després se submergeix al congost de l'Eis, un dels més coneguts i visitats de l'Algäu.
El Wertach neix de l'Oberjoch i desemboca al Lech prop d'Augsburg. Flueix cap a Unterjoch i Jungholz i després alimenta el llac Grünten. Després d'abandonar les aigües del llac, s'enfonsa en forma de canó i deixa els Alps d'Allgäu. Un dels seus afluents forma la cascada Nesselwang.

#### Principals conques hidrogràfiques europees
La principal divisòria d'aigües europees entre el mar del Nord i el mar Negre travessa la part occidental dels Alps d'Allgäu. Separa les conques Argen i Bregenzer Ache de les conques Iller i Lech.
Des del nord, és a dir, des de l'Alta Suàbia, arriba als Alps d'Allgäu en sentit ampli al vessant oriental dels Adeleggs. Després passa a l'est del Sonneneck entre el Hauchenberg a l'oest i el llac Niedersonthofen a l'est. Després, passa al nord del llac Alp sobre el Thaler i el Salmaser Höhe per després descendir a la depressió entre el Staufner Berg i el Hündlekopf. Allà arriba al massís mateix.

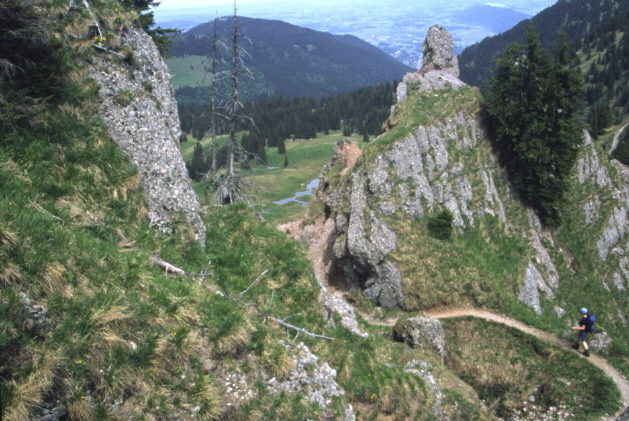
Descens dels Stuiben

La conca hidrogràfica condueix més enllà de les serralades Hündelkopf i Prodel fins a la conca propera a Mittelberg-Alpe. Després continua cap als Stuiben a la serralada de Nagelfluh i a la carena més amunt fins al Hochgrat. Des d'allí descendeix cap al sud fins a Scheidwang-Alpe i per la carena de Girenkopf fins a la banya de Riedberger, després sobre el coll de Riedberg, Besler i Piesenkopf fins al coll entre Rohrmoos i Sibratsgfäll.
Finalment, es dirigeix sobre l'altiplà de Gottesack i l'Hoher Ifen fins al Gerachsattel i sobre la llarga carena del pas d'Hochalp fins al Widderstein. Després baixa fins al coll de Hochtannberg, on entra al massís de Lechquellen.

### Llacs

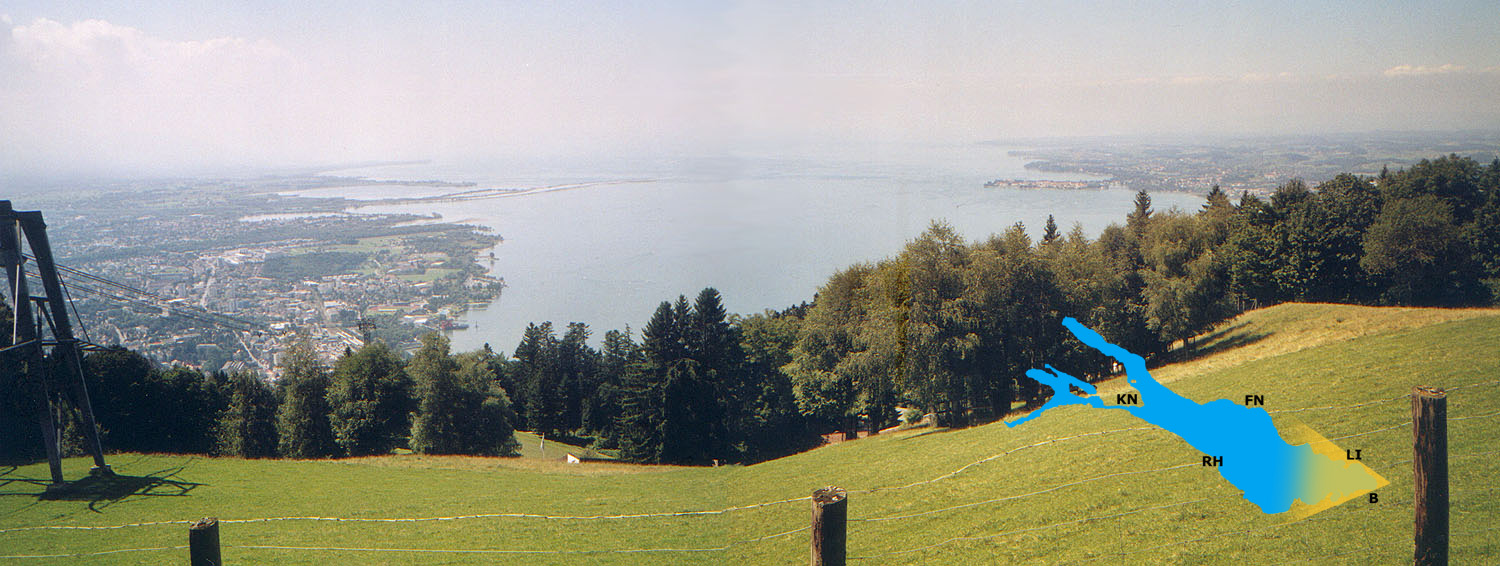
Llac de Constança des del Pfänder

Els Alps d'Allgäu estan banyats a l'extrem occidental pel llac de Constança, el llac alemany més gran i el segon més gran d'Europa central. A més, tenen grans llacs a les valls, així com una sèrie de llacs més petits d'alta muntanya.
No obstant això, els Alps d'Algäga no es troben entre les serralades més riques en llacs. De fet, no hi ha grans llacs de la vall o grups de llacs d'alta muntanya, típic de certes regions dels Alps, o més encara de l'Pirineu o la californiana Serra Neveda.

#### Llacs de la vall
La majoria d'aquests llacs són accessibles amb cotxe. Sovint ofereixen una destinació d'oci, com ara nedar o llogar un vaixell.

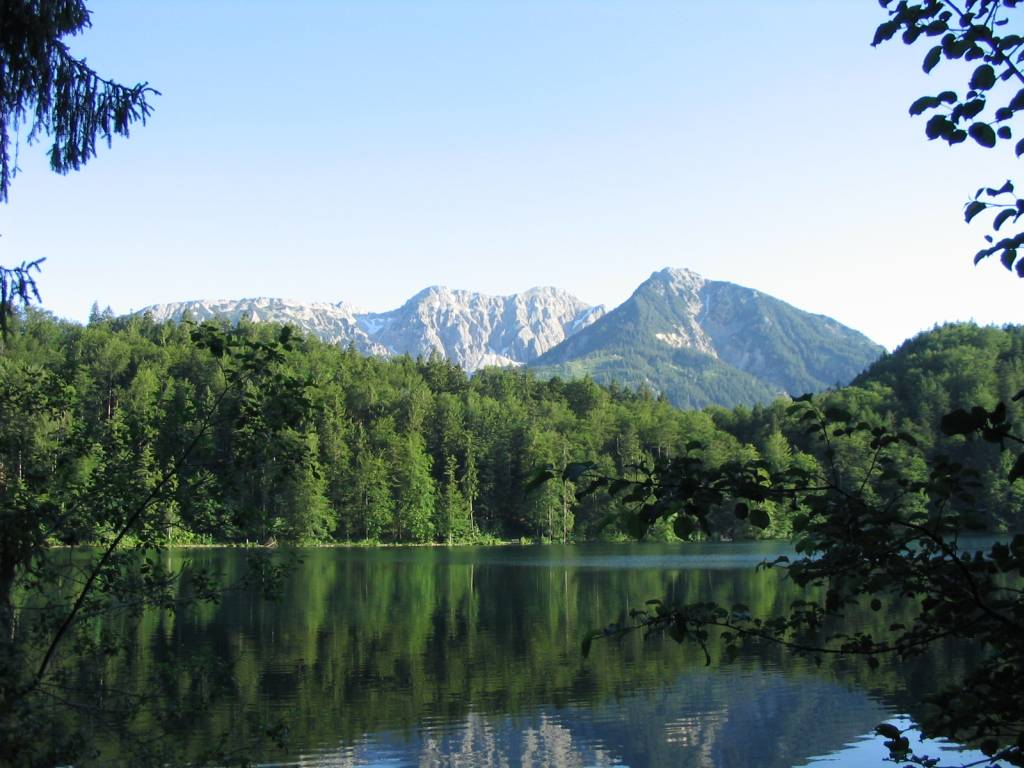
Llac Alat amb els Alps de Vils

El llac Alat es troba a Füssen, en una vall alta a mig camí entre els Prealps i la vall de Vils. El gran llac Alp (Großer Alpsee) es troba a Bühl am Alpsee, a l'extrem nord dels Alps d'Allgäu. És el llac més gran del massís. Entre Bühl i Immenstadt es troba el petit llac d'Alp (Kleine Alpsee). El llac Chrisles és una petita massa d'aigua que es troba a la vall de Trettach al nord de Spielmannsau. No s'hi pot accedir amb cotxe, igual que el llac Freiberg prop d'Oberstdorf, que es troba a uns 100 mètres sobre el nivell de la vall. El llac Grünten és un llac artificial entre Nesselwang i Wertach que també és una destinació d'oci.
El llac Halden es troba a la vall de Tannheim, entre Grän i Nesselwängle. El llac Niedersonthofen ja es troba fora dels Alps d'Allgäu en sentit estricte, a mig camí entre Immenstadt i Kempten. Un gran llac (entre tots els d'Alemanya) es troba entre Füssen i el llac Alat. El Rottachspeicher (llac artificial) es troba a l'extrem nord dels Alps d'Allgäu entre Kempten i Oy. El llac Vilsalp es troba en una reserva natural al fons d'una vall transversal a la de Tannheim. Durant la temporada alta, la carretera cap a Zufahrt està bloquejada al trànsit : s'estableixen enllaços per carretera des de Tannheim. El Lac Blanc es troba entre Füssen i Pfronten, al nord del massís.

#### Llacs d'alta muntanya

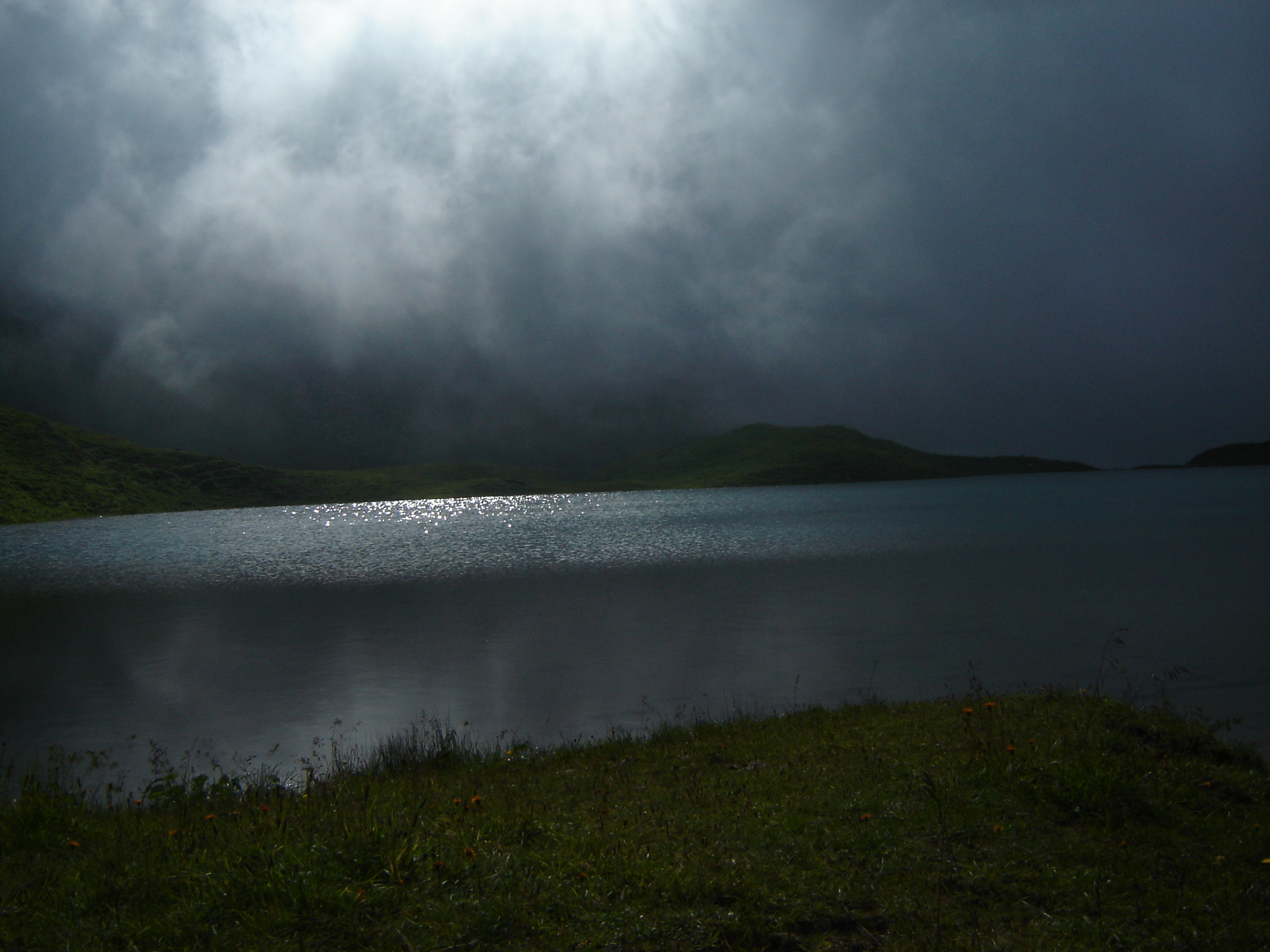
Joc de llums i ombres al llac Rappen

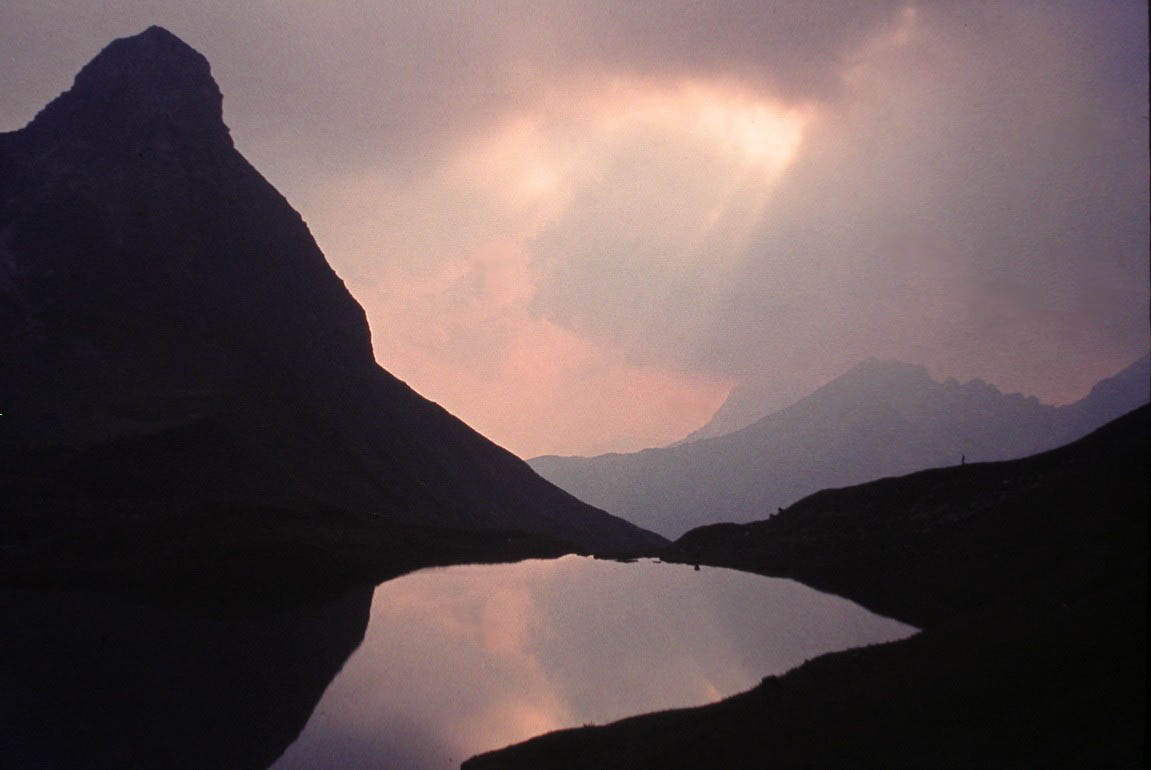
Posta de sol sobre el llac Rappen

Als telefèrics es pot accedir als llacs d'alta muntanya dels Alps d'Allgäu amb relativa facilitat. Molts llacs encara requereixen pujades prolongades a peu. Les rutes de senderisme condueixen a la majoria dels llacs. Els més aïllats, i potser els més magnífics, són els accessibles sense cap camí.
Els llacs d'alta muntanya, per ordre alfabètic, són :
- Lac de Glace (Eissee) consta de dos petits llacs al vessant nord de Rauheck. La ruta de senderisme des de la cabana de Kemptner fins a la cabana Prinz Luitpold condueix directament al llac. El nom deriva de la manta de neu i gel que la cobreix fins a principis d'estiu, a causa de l'ombra provocada pel vessant de la muntanya.
- El llac Engeratsgund (Engeratsgungsee) es troba al vessant oriental de Grosse Daumen, en una ubicació preciosa al cor de les capes rocoses del massís del Jura. La coberta de dolomies comença sobre el llac. També es troba al mig d'una xarxa de camins turístics que passen pel Nebelhorm, després per Hinterstein, i per la barraca de Giebel i el Grosse Daumen.
- Els llacs superior i inferior de Gaisalp (Obere und Untere Gaisalpsee) es troben en un alt circ entre el Rubihorn i l'Enttschenkopf, prop d'Oberstdorf. El camí des del Gaisalpe fins al Nebelhorn condueix a la vora dels dos llacs, mentre que el camí cap al Runihorn transcorre només al llarg del llac inferior (significativament més gran). Entre les dues extensions hi ha un circ glacial.
- El llac Gugger (Guggersee) es troba a la ruta del Mindelheim Hut Panorama Trail després de Birgsau al Taufersbergalpe. Es troba a sobre de la vall de Rappenalpen, al sud del vessant dels Alps Schaf. En molts llibres i fulletons, és el pintoresc primer pla de les vistes de les muntanyes oposades, que constitueix la cadena principal dels Alps d'Allgäu amb la Trettachspitze, la Mädelegabel i la Hochfrottspitze. Tant és així que no sembla que de fet aquest llac sigui petit, excepte en un mapa topogràfic. Si arribeu a aquest llac, després d'una difícil pujada des de Birgsau o una llarga caminada pel camí des de la barraca de Mindelheim, fins i tot és possible ometre aquest llac. A la seva riba oriental, les plantes aquàtiques proliferen, anunciant la seva imminent desaparició. En moure’ns uns metres per la riba oposada, trobem la visió de postal de les muntanyes oposades.
- El llac Hermanns (Hermannskarsee) es troba en un entorn auster dins de la serralada de Hornbach al circ natural homònim entre Grosse Krottenkopf i Marchspitze. La dolomita deixa poc espai per a la vegetació. La ruta escènica des de la caseta de Kemptner fins a la caseta de Hermann von Barth condueix directament més enllà del llac. Està cobert de gel i neu fins a l'estiu.

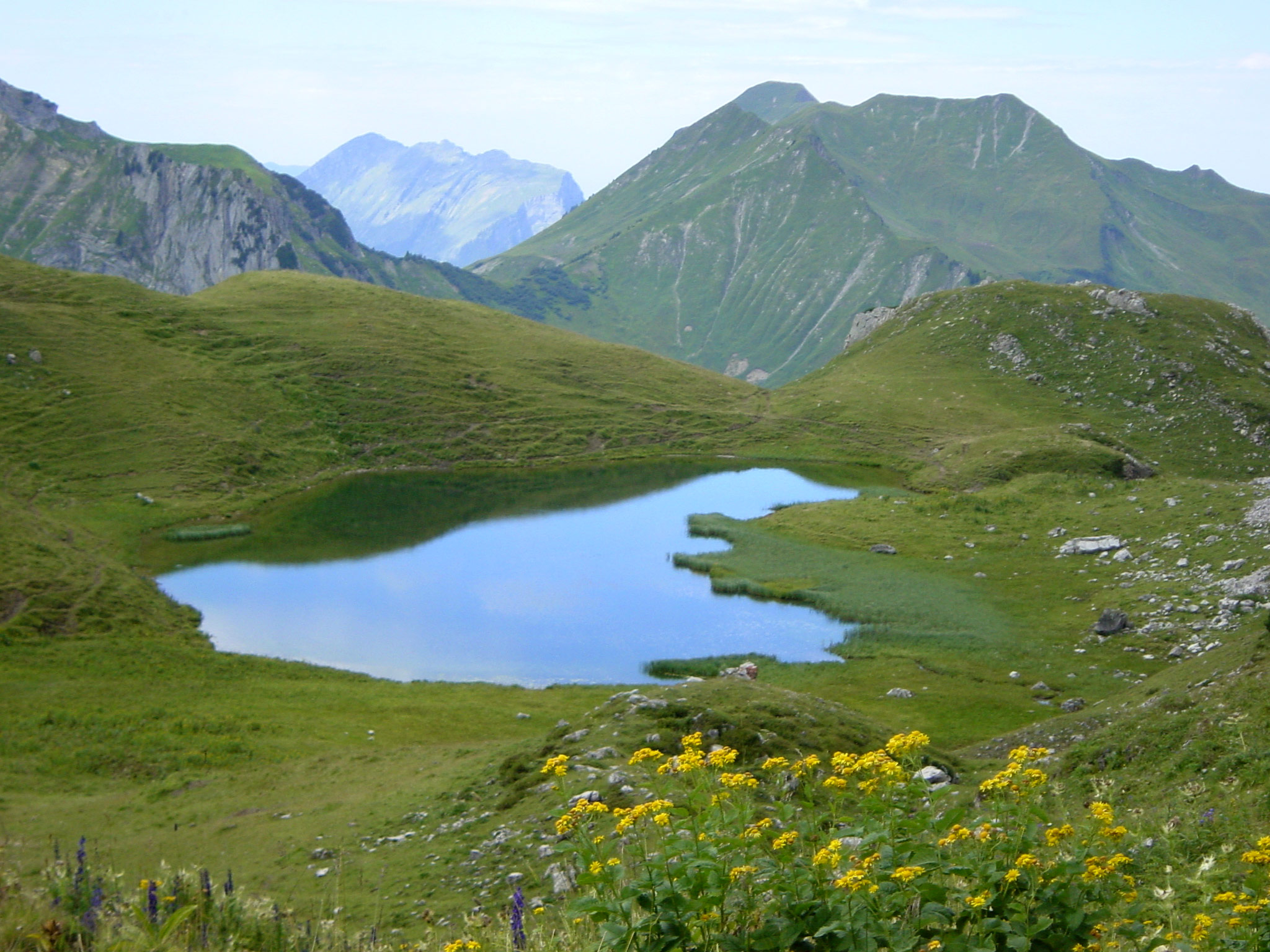
Llac Hochalp

- El llac Hochalp (Hochalpsee) al sud-oest del colós rocós de Widderstein és un llac relativament petit. Es troba al vessant del Kleines Walsertal en relació amb la divisòria d'aigües. Es pot arribar en pocs minuts des del sender turístic de Baad - refugi Widderstein. El llac està cobert de gel almenys fins a finals de juny.
- El llac Hörnle (Hörnlesee) es troba en un circ natural glacial directament a l'est del cim del Wertacher Hörnle, a Unterjoch. Aquest llac recorda a d'altres de certes muntanyes mitjanes com la Selva Negra o el bosc de Baviera. Els camins turístics passen per sobre i per sobre del llac.
- El petit llac Koblat (Koblatsee) es troba a Koblat (que li dona el nom), una superfície de roca dolomítica als vessants meridionals de Wengenköpfe i Grosse Daumen. La pista turística des de Nebelhorn fins a Grosse Daumen condueix a la vora d'aquest llac.
- El llac Kreuzkarle (Kreuzkarlesee), o en alguns mapes, el llac Kreuzkar (Kreuzkarsee), es troba a la serra de Hornbach, al circ de la creu (Kreuzkar), al vessant nord del Kreuzkarspitze. No és particularment alt, però està engalanat als Alps d'Allgäu amb tots els superlatius. És realment el llac més aïllat de les muntanyes, l'únic que no s'accedeix directament mitjançant un camí. En conseqüència, és potser el llac cosa que permet una de les vistes més belles de la vall d'Hornbach, amb l'Hochvogel oposat, gràcies a la seva posició sota les parets nord de la cadena d'Hornbach. No és molt difícil arribar a aquest llac, com a molt una mica dolorós. Des del camí de Hinterhornbach fins a la bretxa de Schönecker, és possible arribar a la bretxa del circ de la Croix sense camí. Des d'aquest lloc es veu el llac ; una baixada també desproveïda de camins en deu minuts des de la bretxa fins als marges.
- Lac de Lache està senyalitzat directament al refugi de Lansberg. Es troba immediatament al nord de Lachenspitze i és el més gran dels tres llacs de Vilsalp, Traualp i Lache. Els camins turístics condueixen a cadascun d'ells.
- El llac Laufbichl (Laufbichlsee) es troba així com el veí llac Koblat al Koblat, al vessant sud de la Grosse Daumen. És una mica més gran que el seu veí, però més petit que el llac Engeratsgund que es troba en un circ adjacent al nord-est. A nivell del llac, el sender turístic de Nebelhorn se separa cap al cim de Grosse Daumen per una banda i cap a la cabana Giebelhaus després de Hinterstein per l'altra.

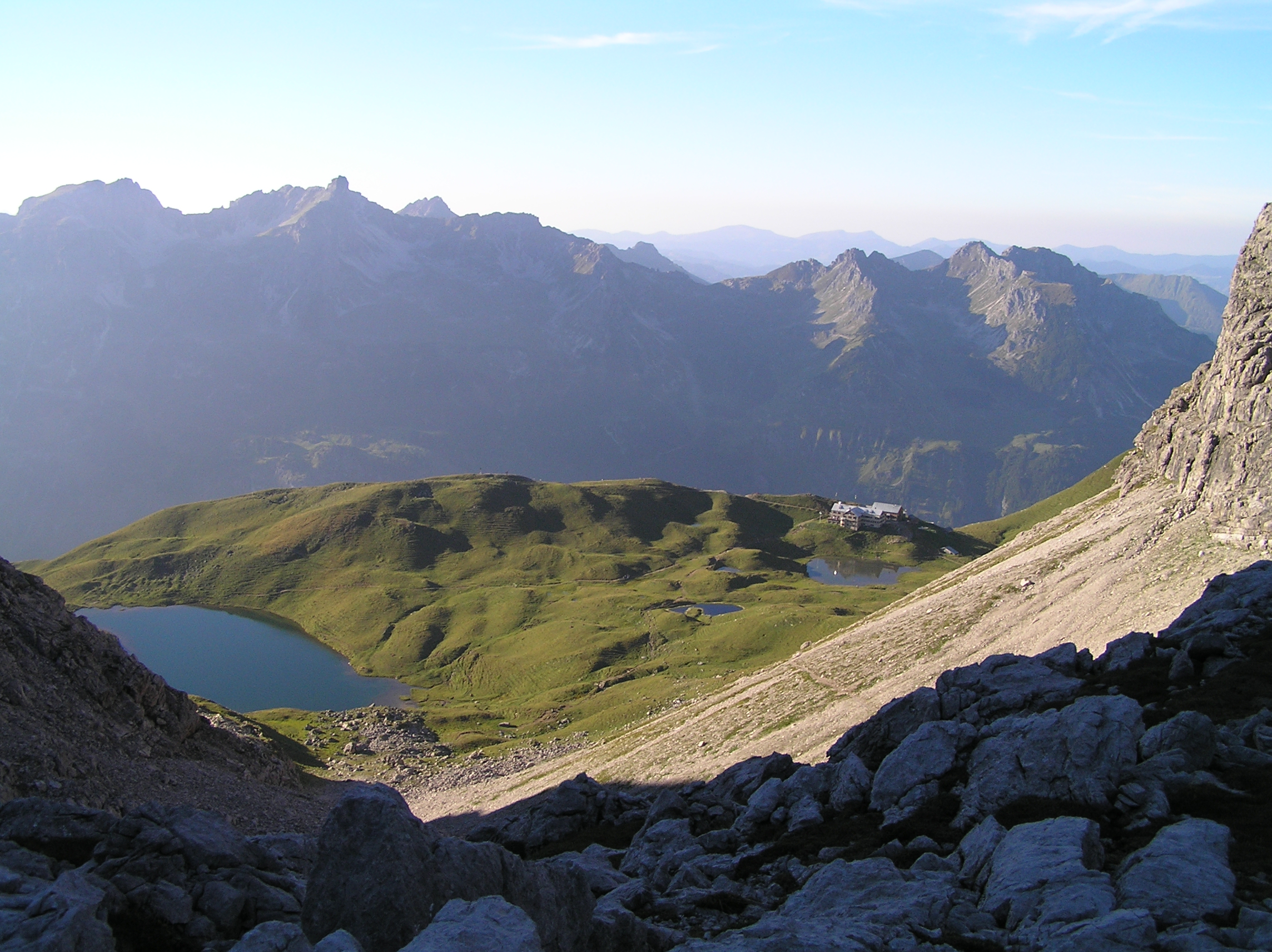
El refugi del llac Rappen des del sud

- Els llacs de Rappen (Rappenseen) consisteixen en una gran i petita massa d'aigua molt a prop del refugi del llac Rappen, al final de la carretera de Heilbronn. La seva posició es troba enmig de capes de roques del Juràssic, i són vistes pels cims de la dolomita. La posta de sol al refugi, darrere dels llacs, davant del Widderstein, és objecte de moltes fotografies.
- El llac Schlappolt (Schlappoltsee) és l'únic llac d'alta muntanya de les formacions de flysch. Es troba al vessant oriental del Fellhorn, molt a prop de l'estació mitjana del telefèric Fellhorn, prop d'Oberstdorf, en una zona de senderisme. Els voltants del llac estan protegits per la reserva natural del mateix nom.
- El llac Schreck (Schrecksee) és l'únic llac de gran alçada dels Alps d'Allgäu que té una illa. Es troba a l'alta muntanya, a la vall alta de Trauf, una vall lateral des de l'Ostrach fins a Hinterstein. Les pujades al llac són relativament llargues, cosa que garanteix una assistència raonable. La pista del jubileu des de la barraca Prinz Luitpold fins a la barraca de Landsberg o el Willersalpe condueix al costat del llac.
- El llac Seealp (Seealpsee) es troba en una vall alta sobre la vall d'Oy, prop d'Oberstdorf, al sud del Nebelhorn. La vista des del llac sobre els Höfats és impressionant. La baixada del Nebelhorn cap a la vall d'Oy, el mal anomenat camí d'aterratge, condueix per sobre de la vora del llac. Quan us acosteu al llac, heu de tornar enrere per agafar el camí.
- El llac Traualp (Traualpsee) es troba en un circ a la ruta de senderisme des del llac Vilsalp fins a la barraca de Landsberg. Té una mida intermèdia en comparació amb els llacs de Vilsalp i Lache. Està una mica desenvolupat, el seu flux s'utilitza per a la producció hidroelèctrica.

### Glaceres i camps de neu
Als Alps, les glaceres solen formar-se entre 2 800 i 3 000 mètres sobre 3 000 mètres nivell 3 000 mètres mar. La muntanya més alta dels Alps d'Allgäu arriba als 2 657 . Tot i així, s'ha mantingut fins avui una petita glacera, la Schwarzmilzfern. Es troba a la cresta principal del territori del Tirol, al sud de Mädelegabel i al sud-est de Hochfrottspitze. Es poden trobar referències remotes a les glaceres a l'espai lingüístic Bavarii (Baviera i Tirol).
Hi ha dos motius per a la persistència d'aquesta glacera. A la zona que està coberta per la glacera hi ha una gran porció amb poc pendent. A més, el cim de l'Hochfrottspitze es troba directament al sud-est d'aquesta porció a partir del migdia, sense irradiació directa del sol. A més, un factor encara més crucial és la quantitat de precipitacions als Alps d'Allgäu que a l'hivern i a la primavera genera la deposició de grans quantitats de neu a gran altitud.
El camí de Heilbronn passa directament per la glacera. Tot i això, no hi ha escletxa, de manera que no es necessita cap equipament típic en aquest curt espai. No obstant això, l'escalfament global fa que el Schwarzmilzfern disminueixi. Si continua la tendència actual, la glacera desapareixerà completament al cap de 25 anys.
Al costat d'aquesta petita glacera hi ha alguns camps de neu eterns de mides diferents. A més, el Schneeloch, al vessant nord de la carena principal, pertany al Bacherloch superior (cabana de Waltenberg) així com al Trettachrinne entre el Mädelegabel i el Kratzer. El camp de neu més famós es troba a Kalten Winkel. La ruta normal cap a Hochvogel des de la cabana Prinz Luitpold passa per aquesta. Quan Hermann von Barth, un dels primers alpinistes sense guia, puja als Alps d'Allgäu l'estiu de 1869 a través del Kalten Winkel fins al Hochvogel, queda sorprès de les històries de terror que s'expliquen sobre aquesta neve. Al seu llibre sobre els Prealps del Nord, afirma més tard que creuar un camp de neu no és perillós, ja que fins i tot en cas de caiguda, tard o d'hora s'arriba a pendents més suaus. No obstant això, creuar camps de neu com Kalten Winkel requereix una precaució i exercici absoluts. Les condicions canvien durant la mateixa temporada. Al començament de l'estiu, els camps de neu encara són relativament grans, però la neu és força suau. A finals d'estiu i tardor, els camps de neu han desaparegut o han retrocedit fortament, tot i que la neu restant es pot congelar força fort.
Avui en dia és fàcil conèixer la capa de neu present a través de les nombroses càmeres web que s'instal·len sobretot a les estacions de la part superior dels telefèrics. Les altures que superen els 2 000 mètres d'altitud i els seus camins no solen estar desproveïts de neu abans de principis de juliol. Agost i setembre, i més rarament octubre, són els mesos amb la capa de neu més baixa. El més probable és que s'estableixi una nevada fresca ocasional al setembre. Una caiguda més gran a l'octubre pot persistir amb més freqüència.
L'escalfament global provoca un desglaç gradual i constant de la glacera i dels camps de neu. En els darrers anys, als Alps d'Allgäu, ha provocat la desaparició de la neu a gran altitud a principis de l'any.

### Coves
Les extenses regions dels Alps d'Allgäu són pobres en cavitats. En una capa rocosa, però, la pedra calcària de Schratten, formada de guix, trobem diverses cavitats remarcables. L'única cova que es pot visitar al massís i l'Algäu, la Gruta de l'Home Obstinat (Sturmannshöle) a Obermaiselstein, es troba en aquesta formació rocosa.
Altres cavitats, per molt tancades que siguin al públic, es troben a l'altiplà de Gottesack. El Hölloch és l'avenc més llarg d'Alemanya des que es va classificar des del 2005. Es troba a l'alta vall de Mahd, una vall lateral de la vall de Little Wals. El Zustieg resulta en un camí des del Kleines Walsertal pel qual es creua la frontera. Per minimitzar els perills de l'esquí de muntanya, els esquiadors que venen des de dalt són avisats per una pancarta contra l'obertura de la cavitat. L'Hölloch comença sobretot amb un pou profund de 76 mètres. Per anar al fons de la cavitat, cal un període aproximat d'una setmana.
La cova del forat del cargol (Schneckenlochhöhle) també és famosa. Es troba a la part occidental de l'altiplà de Gottesack, a Vorarlberg, on és la cavitat més llarga. La pujada resulta de l'Alpsiedlung Schönenbach en un camí cap a Kälbelegürtle-Alpe, i els darrers metres s'han de cobrir sense camí. A l'altiplà també hi ha moltes altres cavitats accessibles només pels experts.

### Pantans
Els Alps d'Allgäu ofereixen les millors condicions per a l'aparició de pantans en determinats sectors : precipitacions intenses, pendents suaus amb cabal feble a una altitud inferior 1 800 sobre el nivell del mar, així com una roca de llit adequada. Els pantans estan presents principalment a la part nord-oest del massís.
Però els pantans dels Alps d'Allgäu, almenys fins ara, no tenen un paper turístic tan fort com en algunes muntanyes mitjanes d'Alemanya, per exemple. Simplement atrauen a uns quants curiosos a l'ombra de l'alta muntanya, als quals es presta tota l'atenció. En els cercles especialitzats, però, es reconeix la seva importància. Això s'ha fet evident en els darrers anys mitjançant la creació de determinades zones de protecció en el marc de la xarxa europea Natura 2000. Com a resultat d'això, és possible un reconeixement i un despertar públics graduals ; però tampoc no és desitjable una freqüentació excessiva dels pantans.
A Engenkopf Swamp (Engenkopfmoor), la bretxa entre la importància del pantà i la seva notorietat és particularment evident. Es tracta de només 5 en línia recta des de l'estació d'Oberstdorf, però és pràcticament desconegut per la població. A més, un argument reprès pels professionals i l'antiprotecció, forma part d'un dels complexos més grans de tot l'espai alpí amb uns tipus de pantans molt rars que s'estenen fins a Baviera.
Hi ha altres aiguamolls a la zona al voltant del Piesenkopf al nord-oest de Rohrmoos. El Ziemelmoos, un camí que va des del Toniskopfalpe fins a l'Alten Piesenalpe, passa per un d'aquests pantans. Però la noció de camí s'hauria de prendre aquí amb precaució : només els missatges indiquen el camí i no hi ha el risc de quedar-se atrapat per temps humit o perdre’s a causa de la boira. Tot i això, tant veus objectives com subjectives afirmen que creuar aquest pantà és una experiència magnífica.
Un altre pantà important es troba a cavall entre la frontera entre Alemanya i Àustria, al nord de la Hochhäderich, a la carena de Nagelfluh. Està protegit pels dos països.
Un pantà típic en forma de conca es troba al Kleines Walsertal, al sud de l'Eau Noire i el pont que el creua riu avall de la cabana de la vall de Mahd (Mahdtalhaus). Entre Oberjoch i Unterjoch també hi ha restes de pantà, igual que a Vorarlberg a les terres altes al voltant de Bolgenach i Subersach.

## Geologia
El massís està format per roques molt variades, cosa que aporta una gran varietat als paisatges.
La carena principal està formada íntegrament per dolomita, a excepció de la regió de Rauheck. La majoria de les cadenes secundàries situades al nord-oest estan formades principalment per flysch. Les calcàries i la melassa també es troben molt localment.

### Tipus de roques
Els Alps d'Allgäu estan formats per roques sedimentàries que es van dipositar parcialment al Mesozoic i al Cenozoic. Per la pressió de la placa africana sobre la placa euroasiàtica, les capes de roca van ser aixecades, plegades, transportades horitzontalment i parcialment enterrades. D'aquesta manera, les roques més antigues descansen sobre les roques més joves del massís. La geologia dels Alps d'Allgäu i la dels massissos veïns és relativament complexa, a diferència de la dels massissos on les roques no estaven enterrades, per exemple al sud de la carena principal o als Pirineus que van néixer al mateix temps. als Alps, però on les roques només s'han doblegat.
- al llit del Triàsic, la dolomia i els llits de Kössen;
- en el període Juràssic, margues de Lias i calcàries (de petxines d'aptiques, o microcristal·lines, de la família del sílex i el jaspi) ;
- al Cretaci, margues, gresos i calcàries, a més del flysch ;
- al terciari, molassa.

### Extensió de roques
La dolomia constitueix la majoria dels cims de la cresta principal, com ara Biberkopf, Hohes Licht, Mädelegabel, Grosser Krottenkopf, Hochvogel i Urbeleskarspitze
La marga de Lias forma alguns dels seus veïns, és a dir, Likerskopf, Kegelköpfe, Rauheck o Fürschiesser.
Les famoses muntanyes herbàcies d'Algäu, com Schneck i Höfats, estan formades per calcàries microcristal·lines i aptics.
Els dipòsits del Cretaci formen el Hohe Ifen, els penya-segats de Gottesack, el Besler, però també formen part del Grünten.
El flysch pertany a muntanyes com el Fellhorn, la serralada Hörn i el Sonnenköpfe.
Molasse compon per exemple el Hochgrat o el Stuiben.

### Cas del geotop a la part bavaresa
El lloc geològic regional de Baviera (Bayerisches Geologisches Landesamt), que ha estat des de llavors1 una divisió de l'Oficina Regional de Medi Ambient de Baviera (Bayerischen Landesamts für Umwelt), compila una llista de geotops bavaresos de més de 2000 llocs. Una part es troba als Alps d'Allgäu i exemplifica la variada i complexa geologia del massís. A continuació es mostra la llista d'aquests llocs :
- L' aflorament geotòpic de l'Oy, prop de la seva desembocadura, al Trettach, al sud d'Oberstdorf, posa de relleu el límit entre les capes de pedra calcària alpina del Überschiebung i el flysch. L'aflorament de la carretera Breitach al nord del Weidach, prop d'Oberstdorf, mostra una successió de capes a la pedra calcària Schratten dels bolquers Helveticum. Al geòtop d'aflorament de la vall inferior de Steig a Immenstadt, són evidents les capes inferiors més altes de molassa d'aigua dolça de la Steig. El geòtop d'aflorament de la vall inferior de Weissach-Tobel a Steibis conté capes inferiors de molassa d'aigua dolça. L'aflorament de basalt a la carretera de Bad Hindelang-Oberjoch mostra la neoformació d'una escorça oceànica durant el Cretaci. L'esllavissada de Hinterstein és una de les més grans dels Alps d'Allgäu. Es va produir el 1965 i va ser afavorida per la morfologia dels estrats d'Algäu.
- La gola de Breitach, prop d'Oberstdorf, és la més profunda de l'Algàgia. Es van crear després de l'era glacial al llarg d'un sistema de falles a la pedra calcària de Schratten. A la bretxa Eisen i Äulesgasse al sud-est d'Hinterstein, l'Ostrach supera la clàusula dolomita en un congost estret i profund. El vell trencadís de gres al nord-oest d'Oberstdorf conté el gres verd d'Oberstdorf, una formació de regressió al sector helvetià. El llac Engeratsgund, del grup Daumen, també és un geotop. El Karmulde és una vall plena de llacs esculpits a les capes lleugerament erosionades de l'Algäu amb defilats amb parets de 100 mètres alçada on es troben les dolomies de la vall de Lech. El plec cap a la carretera de Riedberg mostra una inversió de les capes de flysch. L'estratigrafia de la carretera Loch a Obermaiselstein mostra una successió de capes de gres verd de l'Helveticum .
- L'erosió de la glacera al nord de l'estany prop de Rettenberg mostra protuberàncies i dorsals en la direcció del moviment del gel. El congost de Höll a la part baixa de la vall de Dieter, de costat a la vall de Trettach, il·lustra un exemple de la boca de les valls laterals cap a les valls principals més fortament erosionades per les glaceres. El geòtop Kar mit Gaisalpseen conté l'alt circ amb el parell de llacs a Oberstdorf. Allà 150 mètres, entre els dos llacs, com a prova d'una forma d'alta muntanya formada al pleistocè.
- Les cascades de Lech a Füssen es troben entre els geotops més bells del districte administratiu de Suàbia. Les masses d'aigua del riu flueixen en més de cinc etapes sobre les dures capes minerals de pedra calcària de Wetterstein, dotze metres més avall. Sota la cascada, el Lech entra a un canó. És l'únic congost de tota la regió alpina bavaresa per on encara pot circular lliurement un dels rius alpins més grans. El geòtop de Prallhang der Bolgenach a Balderschwang mostra l'interessant resultat d'un plegament de les capes de Feuerstätter sobre les dels dipòsits d'aptychus .
- El geotop del llac Seealp es troba al sud del Nebelhorn, en una vall glacial. El Congost de Starzlach a Sonthofen conté l'avenç de Starzlach a través de les dures calcàries de Nummulite. A la pedrera de Wup al sud-oest de Kranzegg, s'exposen capes inferiors d'aigua dolça i molassa marina. El Straßenaufschluss am Faltenbach a Oberstdorf mostra capes de Leimen ultra-suís. El forat de Sturmanns al sud d'Obermaiselstein es troba a la unió de les capes de la paret calcària Schratten de l'Helvetikum.
- El geotop de les cascades de Täschle consisteix en una 70 mètres a la vall de Bärgündle, una font de l'Ostrach. La roca de Torfelsen al llac Weissen, prop de Füssen, a la riba sud del llac, està perforada en un arc. Està format per components dels Prealps que demostren una erosió més antiga d'aquesta part del massís. La cascada al nord-oest de les ruïnes del castell de Nesselburg es troba a Nesselwang, al vessant nord de l'Alpspitze. La cascada s'enfonsa 22 mètres a les capes inferiors de la melassa d'aigua dolça en quatre etapes.

A part del domini restringit dels Alps d'Allgäu, hi ha molts altres geòtops interessants a la regió més gran entre Pfänderrücken i Adelegg. :
- L'aflorament a la vall de Koller posa de manifest la successió típica de capes superiors de molassa d'aigua dolça a la regió d'Adelegg-Schwemmfächers. Es troba al nord-oest de Kempten. L'antiga pedrera de Buchenberg, al lloc del mateix nom, a l'oest de Kempten, es troba aproximadament a dos quilòmetres al nord de la vora tectònica alpina nord, a les capes superiors de la melassa d'aigua dolça. El congost de l'Eis al sud-oest de Maierhöfen correspon al creuament des del cim d'Argen a través de la serralada entre Kugel i Kapf. Aquí, el terreny està obert des de les capes inferiors de la melassa d'aigua dolça a les capes superiors de la melassa marina fins a les capes superiors de la melassa d'aigua dolça .
- El pedregal irregular de Langenegg es troba a l'Iller, a mig camí entre Immenstadt i Kempten. Prové de les roques inferiors de la melassa d'aigua dolça. El pedregal irregular a prop d'Oberstdorf al sud dels llacs Niedersonthofen consisteix en un gruixut conglomerat d'aquestes mateixes roques. El bloc erràtic Rabenstein a Ermengerst es troba a la zona de l'antiga glacera Kemptner immediatament a l'oest de Kempten. El d'Untereinöden entre Adelegg i Sonneneck prové probablement d'una antiga morrena del glaciar del Rin. El del municipi de Weiler-Simmerberg al nord-est del Pfänderrücken és el bloc erràtic més gran transportat per una glacera llunyana que es troba al nord de l'avantpaís alpí. No obstant això, el seu volum ha disminuït mitjançant l'ús durant segles com a pedrera. El geòtop Illerdurchbruch bei Oberkottern es troba al sud de Kempten i presenta melassa de granit.
- L'estreta vall del riu Schratten al sud de Rieggis es troba a l'oest dels llacs Niedersonthofen. En aquest punt flueix una cascada de 30 mètres alçada. El curs del rierol segueix el conducte glacial entre els penya-segats de molassa. L'aflorament de Rieggis es troba entre el llac i el Hauchenberg i destaca els conglomerats de molassa d'aigua dolça superior. El geotop del circ de Palais (Palast Kar) al sud de Waltrams es troba al vessant nord del Hauchenberg. És la vall més septentrional i profunda formada al terreny alpí per una glacera local durant la glaciació de Würm.
- El geotop de pedra aspra del llogaret d'Eschachberg conté les restes d'una columna de pedra del pleistocè superior a l'oest del terreny alpí. Es troba a l'oest de Kempten, prop de la muntanya Blender, equipada amb una torre de microones. Les cascades de Scheidegg es troben entre els geotops més bells del districte administratiu de Suàbia. El Ricken se submergeix en dues etapes a més de 40 mètres per sota de les roques de la melassa superior d'aigua dolça. El geotop del forat de gel mort a Vogelsang es troba a l'extrem nord-est del Pfänderrücken. Els blocs de gel abandonats per la llengua glacial de la glacera del Rin van cobrir els enderrocs, després per la fusió van causar enfonsament .

## Medi ambient

### El temps
A causa de la seva ubicació al nord dels Alps, la regió és relativament plujosa i la més humida d'Alemanya. A l'hivern, els Alps d'Allgäu són relativament rics en neu, almenys en altitud. També hi ha una petita glacera i camps de neu.

### Flora
Les espècies vegetals són de les més variades dels Alps.

### Protecció de la natura

#### Terra de Baden-Württemberg
Només una part molt petita dels Alps Allgäu més amplis pertany a Baden-Württemberg. Es tracta de la regió a l'est i sud-est d'Isny, en particular la regió occidental de l'Adelegg i una part del vessant nord de la serralada de Kugel.
La reserva natural Hengelesweiher es va crear el 1990 i ocupa una superfície de 54,4 hectàrees al sud-est d'Isny, als peus de la serralada de Kugel. Protegeix un estany amb elements característics del paisatge cultural.
Gairebé tota la zona de la part baixa dels Alps d'Allgäu a Baden-Württemberg està inclosa a l'àrea protegida de l'Adelegg i del país al peu dels turons terciaris. Des de la seva creació el 1994, s'estén molt cap a l'oest i el nord-oest als peus de les muntanyes de l'Alta Suàbia per una superfície de 6 814. Cal protegir el ric entorn de valls i altures (prats, pastures, pastures de muntanya i boscos) dels efectes de l'economia de la natura.
Els Bannwälder (designació de reserves forestals a Baden-Württemberg) ja no es poden utilitzar.

#### Terra de Baviera
A la República de Baviera conviuen multitud de categories d'àrees protegides. Els sectors respectius de vegades es confonen o se solapen. En el marc de la legislació de protecció de la natura de la Unió Europea , hi ha la Directiva sobre hàbitats (fauna i flora) i la Directiva sobre aus, mentre que segons la legislació bavaresa hi ha reserves naturals, sectors de protecció del paisatge, patrimoni natural i reserves forestals. Els geotops esmentats anteriorment no representen una categoria específica d'àrea protegida legalment.
A la part bavaresa dels Alps d'Allgäu hi ha sis reserves naturals :
- la reserva natural Allgäuer Hochalpen s'estén per grans parts de la cresta principal i les valls laterals. Es va crear el 16 de gener de 1992 i té una superfície de 20.724 ha;
- la reserva natural de Schlappolt es troba als vessants del Fellhorn i també conté el llac Schlappolt. Es va crear el 4 de desembre de 1986 i té una superfície de 163 ha;
- la reserva natural d'Aggenstein es troba al voltant del cim del mateix nom. Es va crear el 7 de desembre de 1964 i té una superfície de 85 ha;
- la reserva natural d'Eistobel es troba al sud d'Isny. Es va crear el 4 de setembre de 1970 i té una superfície de 70 ha;
- la reserva natural Hoher Ifen conté part de la muntanya del mateix nom, així com l'altiplà de Gottesack. Es va crear el 12 d'agost de 1964 i té una superfície de 2.430 ha;
- la reserva natural de Rohrachschlucht es troba a prop de Lindau, a la frontera amb Vorarlberg. Es va crear el 28 d'octubre de 1992 i té una superfície de 178 ha.

#### Terra del Tirol
Durant molt de temps, la reserva natural del llac de Vilsalp va ser l'única àrea protegida de la secció tirolesa dels Alps d'Allgäu. Conté la regió al voltant del llac fins a la serralada entre Geishorn i Leilachspitze i té aproximadament una forma quadrada. Es va aprovar el 1957 i es va ordenar recentment15, Per una àrea de 18,2 km²
Només el 2004, una altra àrea protegida es va unir a la reserva natural de la vall del Tirolès Lech. Es va crear després d'una llarga discussió contradictòria. De vegades, s'ha plantejat l'establiment d'un parc nacional. La reserva natural és en última instància força allargada i s'estén al llarg del Lech des de la desembocadura dels Vils riu amunt fins a Lechleiten, així com al llarg de certes valls laterals. Es va crear el1 i té una superfície de 41,38 quilòmetres Aquesta zona es limita en molts llocs a una simple franja estreta a cada riba del Lech. A la regió d'Elmen, des de la desembocadura del Streim procedent dels Alps Lechtal, la cinta s'eixampla. Entre Stanzach i Weissenbach am Lech, es protegeixen grans zones de pedra.
L'àrea protegida també s'estén per certes valls laterals situades als Alps de Lechtal. Riu amunt, la vall de Vils en forma part, com les anteriors, des de la frontera germano-austríaca a Pfronten fins a la desembocadura del Lech. Des de Weissenbach am Lech, el Weissen pertany fins a Gaicht a l'àrea protegida. L'aigua negra tirolesa també s'inclou en aquesta al sud de Kastenkopf. A més, en aquesta vall, zones forestals més grans del vessant sud de Leilachspitze formen part de la reserva natural. La següent vall lateral pertanyent a aquesta última és la vall de Horn de Hinterhornbach a Einmündung al Lech, així com les zones forestals del vessant nord de la carena Hornbach des de la Klimmspitze fins a la Urbeleskarspitze. Altres zones es troben al baix Bernhardsbach o al baix Hohenbach a Holzgau amb la cascada Simms.
El parc natural de la vall de Lech del Tirol es confon amb la reserva natural del mateix nom. És particularitat de la llei de protecció de la natura tirolesa que un parc natural només es pugui motivar si ja es creen zones a favor de la natura, el paisatge, la calma o les zones protegides especials.
En el marc de la Directiva Hàbitats i la Directiva Aus de la Unió Europea (Natura 2000), el Land de Tirol ha creat un total de tretze àrees per a una superfície total de 1 836,37 Dues d'aquestes zones, que representen una superfície de 5 969 es troben totalment o parcialment a les zones protegides descrites anteriorment.
La Directiva sobre hàbitats i la Directiva sobre els ocells del llac Vilsalp coincideixen amb la reserva natural del mateix nom. Té una superfície de 1 831 ha i es va crear com a part de la xarxa Natura 2000 el 1995. La Directiva sobre hàbitats i la Directiva sobre els ocells de la vall de Lech concorden amb la reserva natural del mateix nom. Té una superfície de 4 138 ha i es va crear com a part de la xarxa Natura 2000 el 2000.

#### Terra de Vorarlberg
L'àrea protegida més gran situada a la part de Vorarlberg dels Alps d'Allgäu és la reserva botànica de l'altiplà de Hochifen i Gottesack. Es va crear el 1964 i representa una superfície de 2 956. Comprèn el vessant sud de Hohe Ifen i l'altiplà de Gottesack, així com els voltants del refugi Eau Noire i la font de Subersach. La categoria de reserva s'origina a partir de l'origen de la protecció de la natura a les terres baixes de Vorarlberg i ja no s'aplica. Algunes de les reserves botàniques creades en les darreres dècades s'han anat integrant a les noves reserves naturals. A finals del 2005, només quedaven tres reserves botàniques a Vorarlberg. La seva garantia de protecció és relativament feble ; per tant, no es va poder evitar la construcció de pistes d'esquí i el telecadira Ifen al vessant sud de l'altiplà de Gottesack.
A la part de Vorarlberg dels Alps d'Allgäu, hi ha altres àrees protegides, més petites en termes de superfície. :
- L'àrea protegida local de Bengerpark es troba a Bregenz, així com la part del paisatge protegit d'Era-Wäldele. L'Àrea Local Protegida de Halbenstein es va establir el 2001 i engloba l'entorn de les ruïnes del castell de Halbenstein al vessant nord del Pfänderrücken a Hörbranz. Allà es protegeixen espècies rares de plantes. La reserva natural de Hirschberg es va crear el 1974 i té una superfície de 328 ha. Es troba a prop de Hirschberg, el punt més alt del Pfänderrücken. La reserva natural de Kojenmoos es va crear el 1987 per a una superfície de 56 ha, a l'altiplà comprès entre l'Hochhäderich a la serralada Nagelfluh i la serralada Kojen, al llarg de la frontera germano-austríaca.
- L'àrea local protegida de Langenegg-Nord es troba al nord del municipi de Langenegg, a la carena entre Bregenzer Ache, Weissach i Bolgenach. La part del paisatge protegit Maihof es va establir el 1992 i es troba al nord de Lochau, a prop del llac de Constança. La reserva natural Mehrerauer Seeufer-Bregenzerachmündung es va crear el 1991 i té una superfície de 107 ha. Es troba a banda i banda de la desembocadura del Bregenzer Ache al llac de Constança, així com immediatament a l'est.
- La reserva natural de Rohrach es va crear el 1992 i té una superfície de 47,5 ha. Es tracta d'una reserva silvícola en la qual està prohibit l'explotació forestal. Es troba a prop de Ricken, al vessant nord del Pfänderrücken, a la frontera germano-austríaca. La reserva natural de Rossbad es va crear el 1973 amb una superfície de 103 ha i es troba al nord del municipi de Langenegg. El seu límit nord forma el Weissach i el seu límit occidental recorre el Glatz. Al territori que ocupa, es protegeix un mosaic de pantans, prats i boscos. La part del paisatge protegit de Schurreloch es va establir el 1978 i té una superfície de només 0,7 ha. Es troba directament a l'oest del llac artificial de Bolgenach, al nord-oest del municipi de Hittisau.

Segons la Directiva d'hàbitats i la Directiva d'ocells de la Unió Europea (Natura 2000), el Land de Vorarlberg ha creat un total de 22 àrees per a una superfície total de 20 799,83 ha. Cinc d'aquests dominis representen una àrea de 626,31 ha es troba totalment o parcialment a les zones protegides descrites anteriorment.
El 1995 es va crear el sector de protecció d'aus Bregenzerachschlucht amb una superfície de 434 ha i engloba les gorgues de Bregenzer Ache des de la desembocadura del Weissach fins a la seva sortida a la plana del Rin a Kennelbach. El sector de Leiblach, amb una superfície de 7,62 ha, es va establir el 2002 i es troba al curs del petit riu Leiblach al nord de Vorarlberg. El sector de protecció d'aus Mehrerauer Seeufer-Bregenzerachmündung es va crear el 1995 i inclou la reserva natural del mateix nom, cas que es pot trobar amb el de Rohrach (48 ha, creació el 1995). La zona de Witmoos també es va crear el 1995, amb una superfície de 18 ha, i es troba al Bregenzerwald, a Langen, al sud de Pfänderrücken. Conté un complex pantanós molt natural.

## Activitats

### Estacions d'esports d'hivern

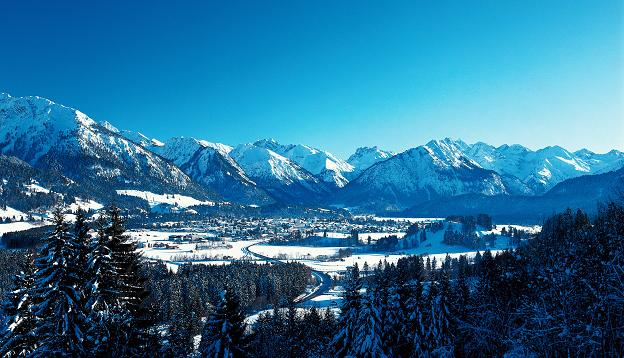
Oberstdorf a l'hivern

- Bach
- Bad Hindelang
- Blaichach
- Bolsterlang
- Bregenz
- Grän
- Höfen
- Immenstadt
- Mittelberg
- Nesselwang
- Nesselwängle
- Oberstaufen
- Oberstdorf
- Pfronten
- Schoppernau
- Tannheim

### Vies d'accés
Els Alps d'Allgäu no es consideren, en comparació amb altres massissos dels Alps, com un Dorado per a carreteres de muntanya. Entre el pas de Riedberg i la vall de Tannheim, sobre una longitud de 65 quilòmetres, la cadena principal no pot ser travessada per vehicles motoritzats. Això fa que la vall alta de l'Iller, amb Oberstdorf i les seves valls laterals, sigui un dels carrerons sense sortida més grans dels Alps.
El coll de Riedberg és l'únic pas de carretera adequat als Alps d'Allgäu. Connecta la vall d'Iller amb el Bregenzerwald i arriba a 1 406 m d'altitud. Es pot utilitzar de forma segura durant tot l'any, ja que representa l'única connexió del municipi de Balderschwang amb la resta d'Alemanya. A la part superior hi ha la zona d'esquí de Grasgehren.
La ruta de connexió entre Oberstdorf i Rohrmoos i després Sibratsgfäll al Bregenzerwald només està permesa fins a Rohrmoos per al trànsit públic. Entre Rohrmoos i Sibratsgfäll, la carretera està bloquejada. Des d'Oberstdorf fins a Rohrmoos, cal un impost sobre el dret de pas per a la secció des de la posterior Tiefen fins a Rohrmoos. La tarifa s'ha de pagar en un peatge automàtic. La carretera arriba a una altitud de 1 120 m .
Des d'Oberstdorf, el Kleines Walsertal és transitable fins a Baad a 1 244 m, així com la Vallée de l'Eau Noire, una vall lateral, fins al refugi d'Auen a 1 275 m. La vall de Stillach és transitable amb cotxe públic fins a l'estació de Fellhornbahn. L'autobús habitual pot anar més enllà fins a Birgau. Els vagons de transport públic que porten a cavall us portaran a Einödsbach. La vall de Trettach està bloquejada al trànsit públic. Els vehicles substitutius van a Spielmannsau.
La vall de Gunzesrieder és transitable des de Sonthofen fins a Gunzesrieder Säge amb cotxe. A partir d'aquí, dues carreteres privades condueixen més cap al Scheidwangalpe per una banda i l'Höllritzer Alpe per l'altra. En ambdós casos, cal un impost de trànsit.

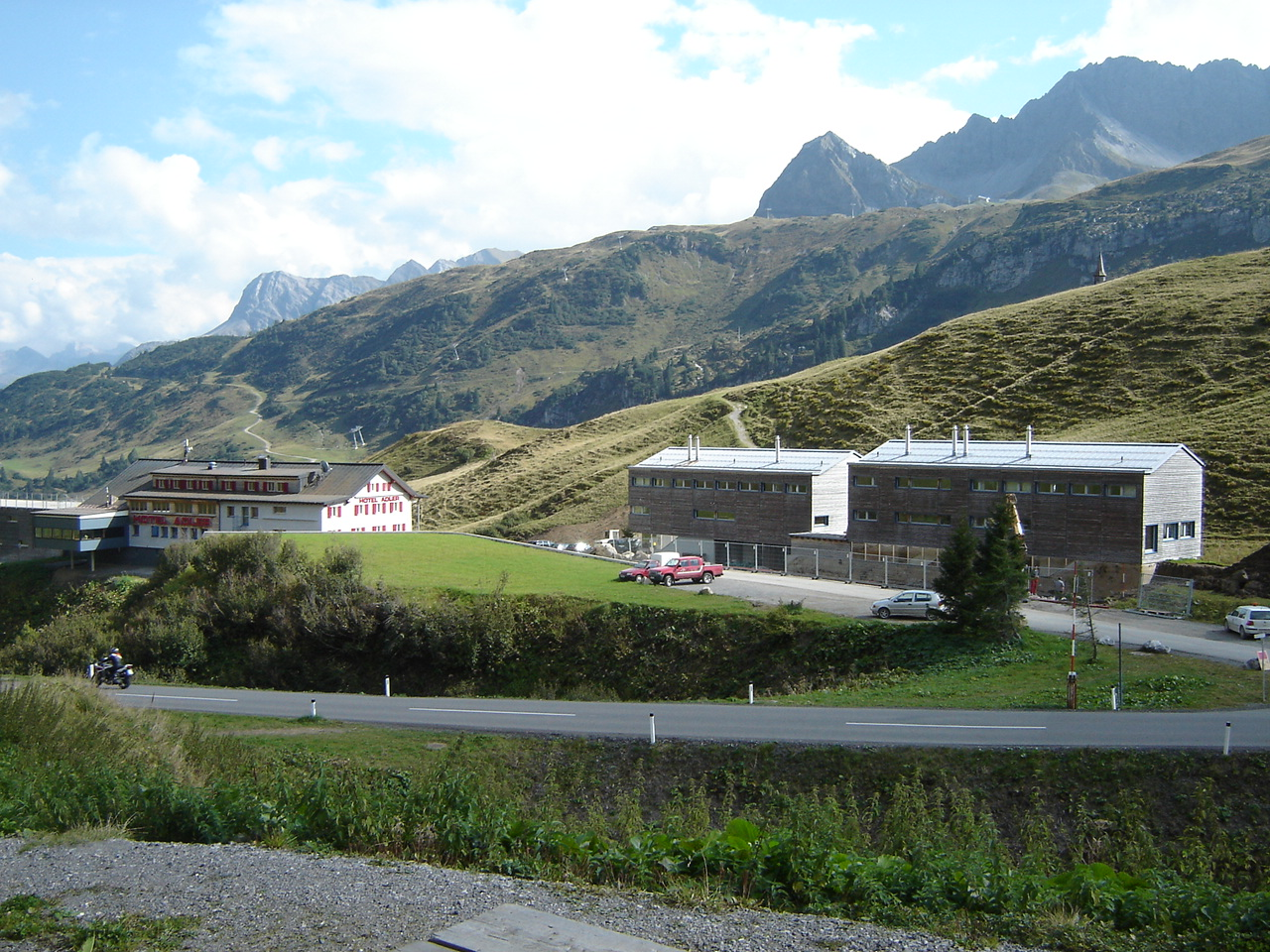
Pas Hochtannberg i hotel

Al vessant sud dels alps d'Allgäu es troba el coll de Hochtannberg a 1 676 m Connecta la vall de Lech amb la vall de Bregenzer Ache. La pujada per aquest costat és considerablement més forta que per l'altre ; això és típic de la conca hidrogràfica Rin-Danubi. Els afluents del Rin sempre són notablement més escarpats i tenen una força d'erosió més gran que els afluents del Danubi. Això es deu a la menor distància que ha de recórrer el Rin fins al mar en relació amb el Danubi.
La vall d'Ostrach és transitable des de Sonthofen passant per Bad Hindelang fins a Hinterstein sense cap restricció. Posteriorment, l'accés al final de la vall fins al refugi Giebel queda bloquejat al trànsit. Durant l'estiu, però, hi ha una línia d'autobusos que freqüenta aquesta part.
La vall de Tannheim és una vall alta accessible des de tots els costats només mitjançant passos. Però en tots els casos es tracta de pendents molt suaus, amb prou feines perceptibles. Al llarg del Vils que rega la vall, no passa cap via pública. Des de Sonthofen o Wertach, es creua l'Oberjoch a 1 175 m. En direcció a Sonthofen per Bad Hindelang es té la impressió d'una carretera de pas. Des de la vall de Lech, s'arriba a la de Tannheim pel pas de Gaicht, que no es pot considerar realment com a tal només en aquesta direcció. Finalment, des de Pfronten, una carretera arriba al llogaret de Grän a la vall de Tannheim, el punt més alt del qual es troba just abans d'entrar-hi.
Des de Vorarlberg hi ha diverses possibilitats d'arribar per xarxa de carreteres a la vora o dins dels Alps d'Allgäu. Així, s'arriba a Schönenbach-Vorsäss per una carretera que va de Bizau al massís de Bregenzerwald, l'ús del qual de vegades és de pagament. Es troba a l'oest del massís i constitueix un punt de partida per al vessant occidental de Hoher Ifen amb l'altiplà de Gottesack. Des de Hittisau, al baix Bregenzerwald, podeu arribar a Sibratsfäll a l'oest dels Alps d'Allgäu per una carretera admesa al trànsit d'automòbils públics que s'estén una mica a l'est del poble. Al nord de Hittisau, hi ha una xarxa de carreteres que condueix gratuïtament a l'hotel Hochhäderich per sobre dels 1 200 metres sobre el nivell del mar. El final de la carretera es troba en una vasta cornisa a la carena més occidental de Nagelfluh. És un punt de partida per fer excursions a l'oest de la cadena i també com a seu d'una zona d'esquí.

### Senderisme
Els paisatges es veuen millorats per l'ús de telefèrics i la distribució de rutes de senderisme. De refugi en refugi, és possible caminar entre set i deu dies sense baixar mai a les valls.

#### Refugis

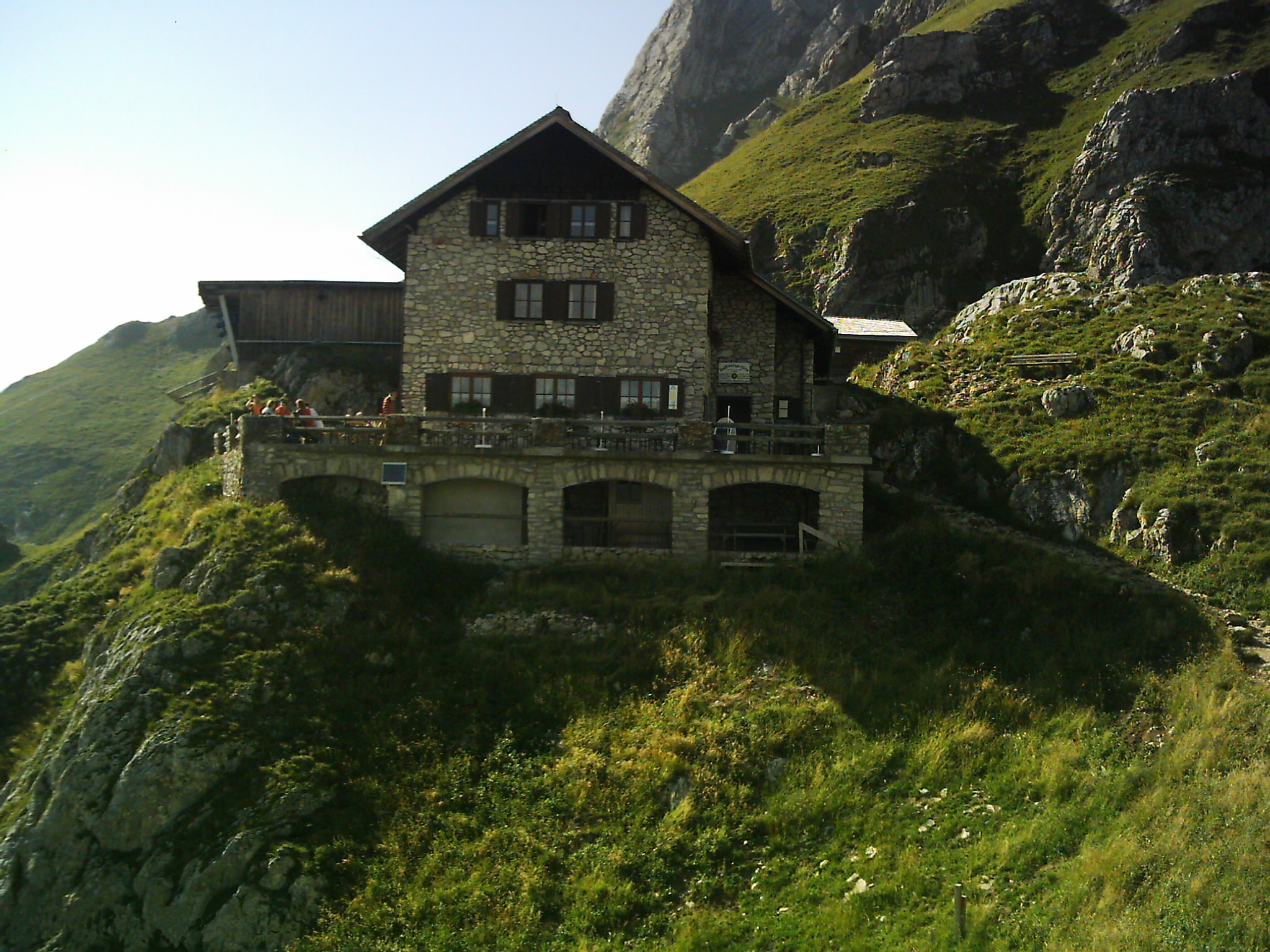
El refugi de Bad Kissinger.

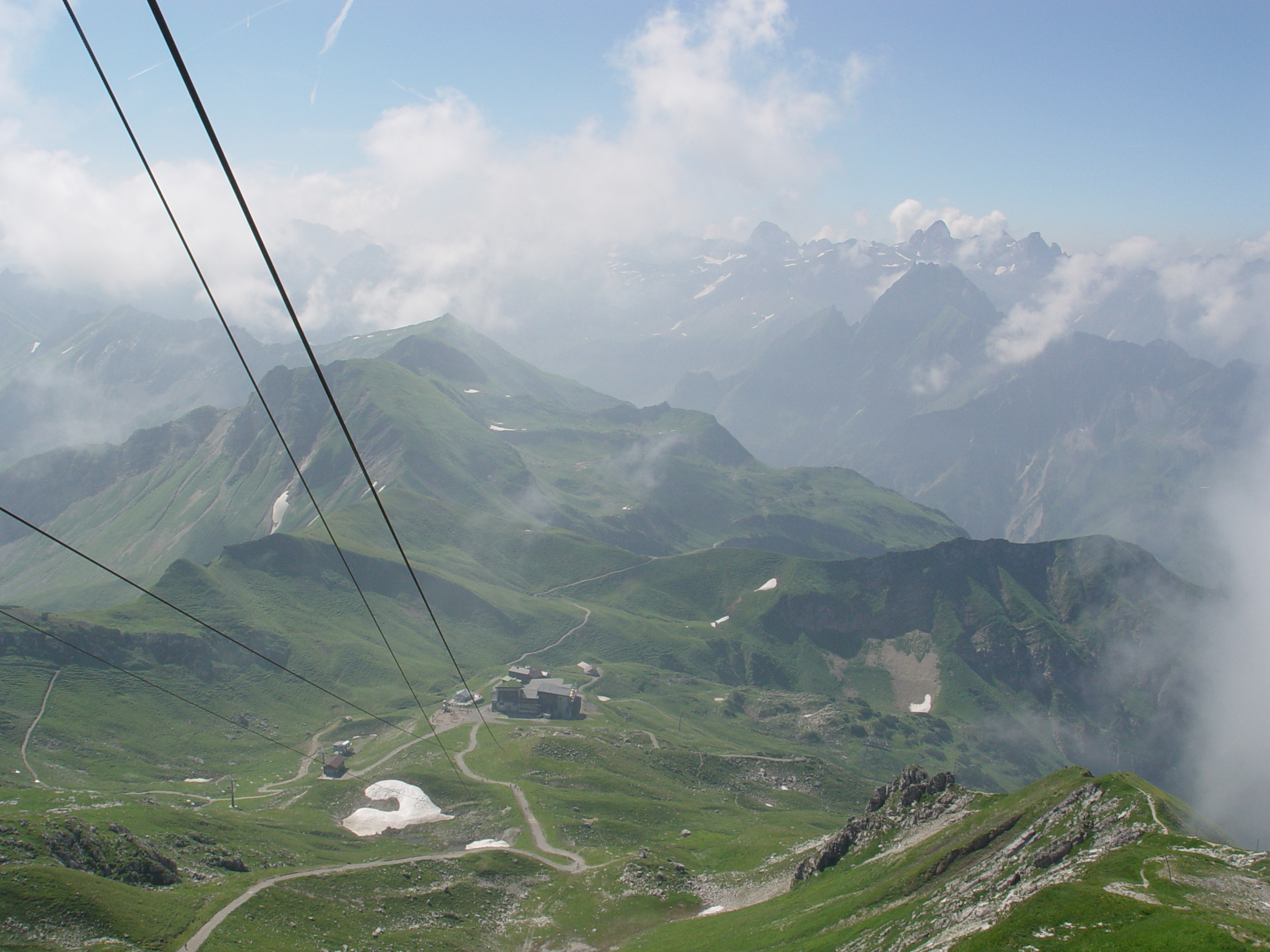
La barraca Edmund Probst de la Nebelhornbahn.

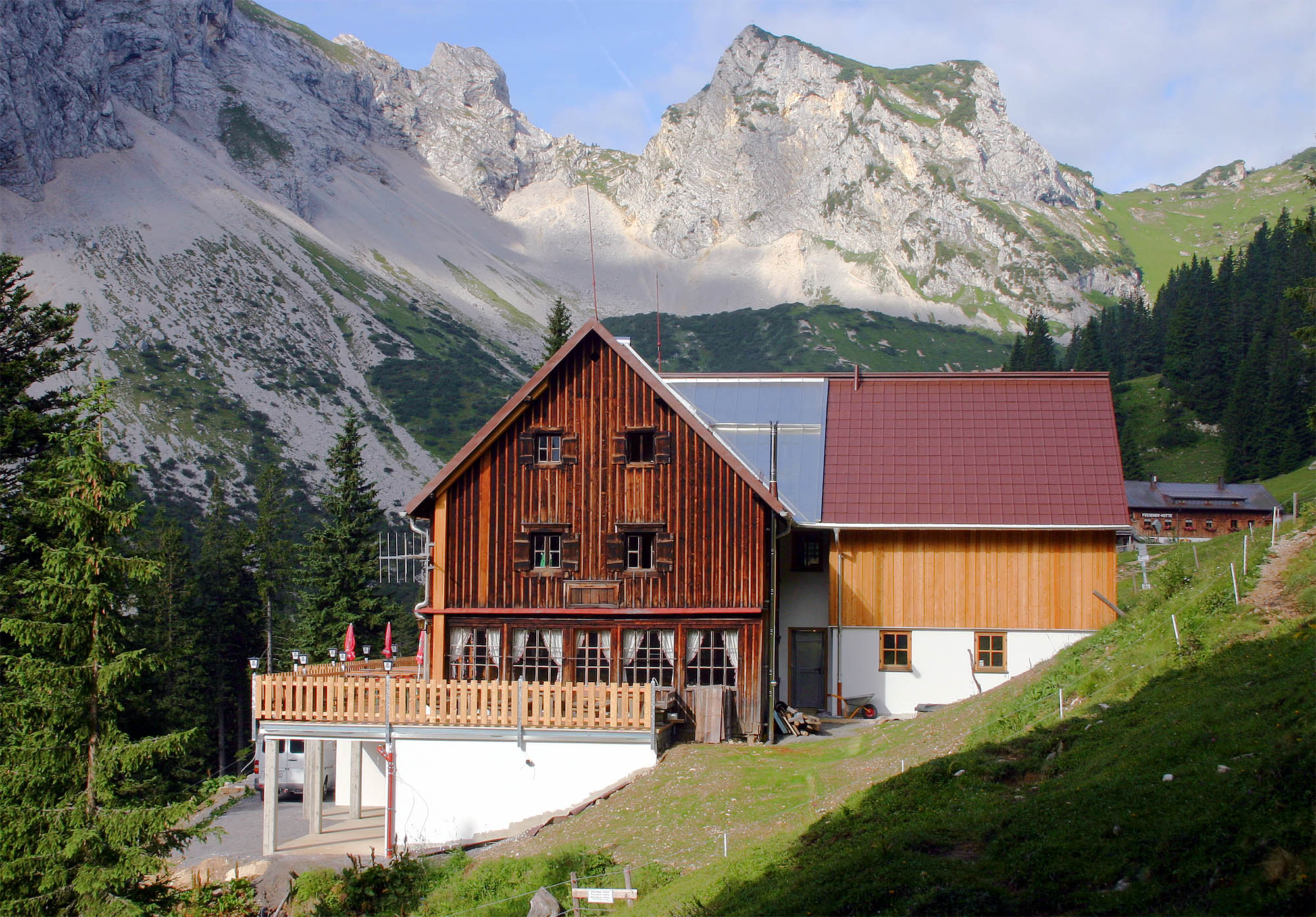
El refugi Otto Mayr.

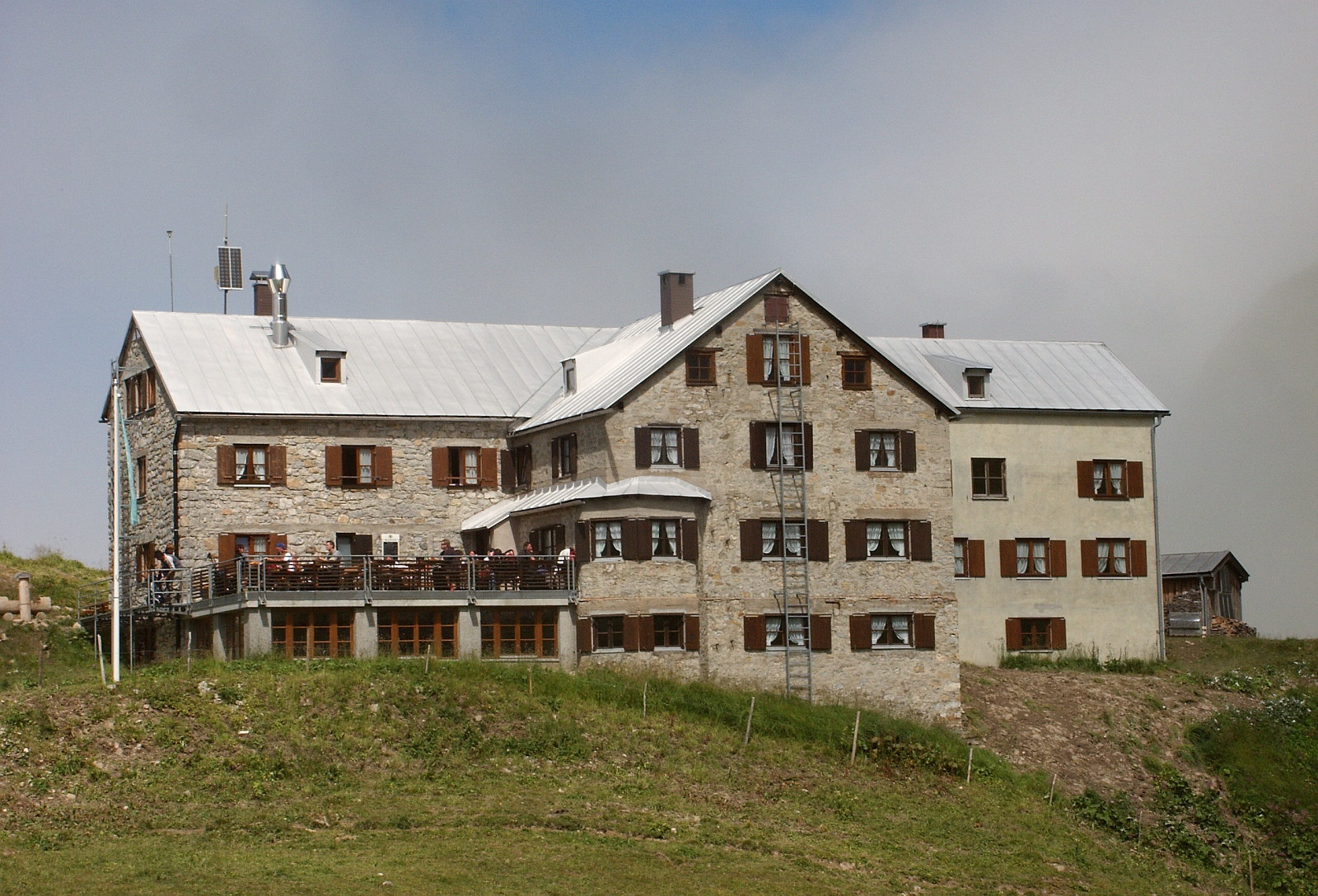
El refugi del llac Rappen.

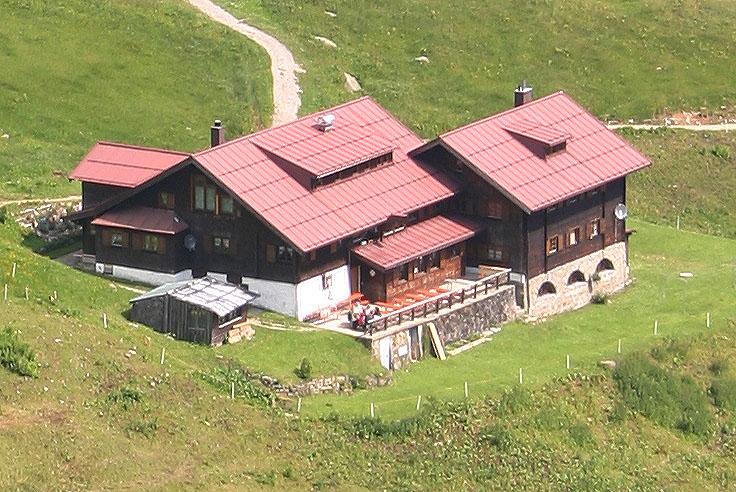
El refugi Eau Noire.

Als Alps d'Allgäu hi ha 24 barraques de les associacions alpines. La majoria es troben a alta muntanya i només es pot arribar després de diverses hores de caminada, però algunes es troben a les valls. El més alt és el refugi Hermann von Barth, a 2 131 m d'altitud. El més gran és el refugi del llac Rappen amb 350 llits i lliteres.
- Altes Höfle : 966 m altitud, 40 llits, 16 matalassos de campament, accessibles per la vall de Gunzesried (a 15 minuts a peu de Gunzesrieder Säge), requereix reserva
- Refugi Bad Kissinger:[3] 1 792 m altitud, 9 llits, 55 matalassos de campament, accessibles a través de la vall de Pfronten-Steinach (a 2 hores a peu de Grän), operat des de principis de maig fins a finals d'octubre
- Hut Edmund Probst:[4] 1 930 m altitud, 54 llits, 54 matalassos de campament, accessibles per la vall d'Obestdorf, al costat de l'estació de Nebelhornbahn, operats des de finals de maig fins a mitjans d'octubre
- Refugi del passe Fidere:[5] 2 067 m altitud, 10 llits, 99 matalassos de campament, accessibles per la vall de Mittelberg (2 hores a peu des de l'estació de Kanzelwandbahn), operat des de finals de maig fins a mitjans d'octubre
- Cabana de Grünten : altitud 1 540 m, sota el transmissor del camí de Burgberg a Grünten, funcionava tots els dies excepte els dilluns a l'estiu, només els caps de setmana a l'hivern
- Cabana al llac Halden : 1 150 m altitud, 56 llits, 44 matalassos de campament, a la ruta Haller-Nesselwängle, obert tot l'any després de la reserva
- Cabana de Schattwald : 1 100 m altitud, 20 llits, 22 matalassos de campament, directament al districte de Schattwald Fricken, obert tot l'any després de la reserva
- Refugi Hermann von Barth : 2 131 m altitud, 53 matalassos de campament, accessibles per la vall d'Elbigenalp (3h10 a peu), operats des de mitjans de juny fins a principis d'octubre
- Alberg juvenil Bad Hindelang : altitud 870 , 70 llits, 24 matalassos de campament, parada d'autobús Bad Hindelang-Luitpoldbad
- Cabana Kaufbeurer : 2 007 m altitud, 50 matalassos de campament, accessibles per la vall d'Hinterhornbach (2h45 a peu), operat des de Pentecosta fins a principis d'octubre després de la reserva, accessible la resta del temps amb el pass AV, sala d'hivern amb 14 llits
- Refugi Kemptner:[6] 1 846 m altitud, 100 llits, 190 matalassos de campament, sala d'hivern amb 26 lliteres, accessible a través de la vall d'Oberstdorf (a 3 hores a peu des de Holzgau), operat des de mitjans de juny fins a mitjans d'octubre
- Cabana de Lansberg : 1 810 m altitud, 30 llits, 170 matalassos de campament, sala d'hivern amb 16 llits, accessible per la vall de Tannheim (1h30 a peu des del llac Vilsalp), operat des de Pentecosta fins a mitjans d'octubre
- Mahd Valley Hut : 1 100 m altitud, 16 llits, 18 matalassos de campament, accessibles a través de la vall de Riezlern (15 minuts a peu), reserva obligatòria
- Refugi de Mindelheim : 2 058 altitud, 120 matalassos de campament, sala d'hivern amb 12 lliteres, accessible per la vall de Mittelberg (3 hores a peu), operat des de mitjans de juny fins a mitjans d'octubre
- Refugi Otto Mayr : 1 530 m altitud, 24 llits, 60 matalassos de campament, accessibles per la vall de Musau (1 hora a peu des de l'estació Füssener-Jöchl-Lifts), operats des de principis de maig fins a finals d'octubre i per Nadal
- Refugi Otto Schwegler : 1 070 m altitud, 50 matalassos de campament, accessibles per la vall de Gunzesried (a 30 minuts a peu de Gunzesrieder Säge), obert tot l'any després de la reserva
- Prinz Luitpold Hut : 1 846 m altitud, 20 llits, 142 matalassos de campament, sala d'hivern amb 16 lliteres, accessible a través de la vall de Hinterstein (a 3 hores a peu des de la cabana de Giebel), operat des de principis de juny fins a mitjans d'octubre
- Refugi del llac Rappen:[7] 2 091 m altitud, 42 llits, 300 matalassos de campament, sala d'hivern amb 30 lliteres, accessible per la vall d'Oberstdorf (2h30 a peu des del Lech), operat des de mitjans de juny fins a mitjans d'octubre
- Cabana de Ravensburg : altitud 950 m, 50 llits, accessible per la vall de Steibis (15 minuts a peu), obert tot l'any després de la reserva
- Refugi de Schwarzenberg : altitud de 1 380 m, 4 llits, 38 matalassos de campament, accessibles a través de la vall de Hinterstein (a 45 minuts a peu de la cabana de Giebel), que funcionen a l'estiu fins al dia de Tots Sants i Nadal
- Refugi de l'Eau Noire:[8] 1 620 m altitud, 41 llits, 30 lliteres, accessible a través de la vall d'Hirschegg (1h30 a peu des del refugi d'Auen), operat des de principis de juny fins a mitjans d'octubre i per Nadal
- Cabana Staufner : 1 634 m altitud, 10 llits, 76 matalassos de campament, accessibles per la vall de Steibis (a 15 minuts a peu de l'estació de Hochgratbahn), operats des de principis de maig fins al dia de Tots Sants i a l'hivern durant les vacances i els caps de setmana
- Refugi de Tannheim:[9] 1 760 m altitud, 18 matalassos del campament, accessibles a través de la vall de Nesselwängle (1h30 a peu), operats de maig a octubre
- Cabana de Waltenberg:[10] 2 085 m altitud, 6 llits, 65 matalassos de campament, accessibles a través de la vall d'Oberstdorf (3 hores a peu des d'Einöd), operats des de mitjans de juny fins a principis d'octubre
- Refugi Willi Merkl -Gedächtnis : 1 550 m altitud, 38 matalassos de campament, accessibles per la vall de Musau (a 1 hora caminant de l'estació de Füssener-Jöchl-Bahn), cal reservar

Els refugis obren generalment des de mitjans de juny fins a finals de setembre. Molts refugis també ofereixen subministraments. En casos excepcionals, es recomana recollir la informació actualitzada a l'Associació Alpina o a les valls.

#### Rutes de senderisme de llarga distància
La ruta europea de senderisme de llarga distància E4 (Pirineus - Llac de Constança - Llac de Neusiedl - Llac Balaton - Rila - Creta) travessa la part més septentrional dels Alps d'Algovia en direcció est-oest. Per començar, des de Bregenz, que és una mica inusual per a una ruta de senderisme de llarga distància, la línia regular d'autobús públic es porta a Lingenau a Bregenzerwald. El caminant es posa a peu a peu i arriba al Rotenberg fins a Hittisau. Des d'allà, s'uneix al llac Leckner a Hochgrat i més endavant a la carena de la cresta de Nagelfluh i després a Sonthofen. Després passa a Tiefenbacher Eck i després a Unterjoch i més endavant pel Vils fins a Pfronten. A partir d'aquí, el camí continua per la serra de Falken i passa pel llac Alat fins a Füssen. A continuació, l'E4 continua als Alps d'Ammergau. Entre Bregenz i el llac Neusiedler hi ha dues rutes alternatives. La ruta normal creua els Alps d'Allgäu tal com s'ha descrit anteriorment. La ruta alternativa E4 passa al sud dels Alps d'Allgäu pel massís de Bregenzerwald, el massís de Lechquellen i els Alps de Lechtal.
La ruta europea de senderisme de llarga distància E5 (Atlàntic - Llac de Constança - Alps - Mar Adriàtic) travessa els Alps d'Allgäu de nord a sud. Des de Bregenz fins a Sonthofen, la ruta és idèntica a la de l'E4. Des de Sonthofen fins a Oberstdorf, segueix l'Iller. Des d'allà, el caminant arriba a la barraca de Kemptner a la vall de Trettach i al Spielmannsau. Des del refugi, el camí s'enfila fins a Mädelejoch. És el punt més alt de l'E5 als Alps d'Allgäu amb 1 974 sobre el nivell del mar. Allí travessa la frontera austro-germànica i després baixa a la vall de Lech fins a Holzgau. Després de seguir el curs del riu, el caminant entra als Alps Lechtal.
La Via Alpina, una ruta de senderisme turística i transfronterera de llarga distància, amb cinc possibles variacions, a través de tots els Alps, passa especialment pels Alps d'Algäga
La ruta vermella ofereix quatre etapes al massís :
- pas R49 : de Weissenbach am Lech a la cabana Prinz Luitpold
- pas R50 : des de la cabana Prinz Luitpold fins a Oberstdorf passant per la Käseralpe i la vall d'Oy (vegeu també l'etapa A66)
- pas R51 : d'Oberstdorf a la cabana de Mindelheim
- pas R52 : de la cabana de Mindelheim a Schröcken

La ruta morada ofereix quatre etapes al massís :
- pas A63 : de Füssen a Pfronten
- pas A64 : de Pfronten a Tannheim
- pas A65 : de Tannheim a la cabana Prinz Luitpold
- pas A66 : des de la cabana Prinz Luitpold fins a Oberstdorf passant per la cabana Edmund Probst (vegeu també l'etapa R50)

Oberstdorf és la terminal de la ruta morada.
La ruta groga ofereix dues etapes al massís :
- pas B39 : de Holzgau im Lechtal a la barraca de Kemptner
- pas B40 : de la barraca de Kemptner a Oberstdorf

Oberstdorf també és la terminal de la ruta groga. La direcció de la ruta de la ruta groga de la Via Alpina pels Alps d'Allgäu correspon a la direcció de la ruta del sender europeu de gran recorregut E5 en l'altra direcció.
El sender turístic circular d' Oberallgäu (Oberallgäuer Rundwanderweg) condueix la caminada circular en sentit antihorari a través de l'Oberallgäu i la meitat nord dels Alps d'Allgäu. Aquí teniu els passos pel massís :
- pas 4a : des de l'estació de Hündlebahn a Oberstaufen fins a Scheidwang a través de la cadena Nagelfluh
- pas 4b : de Scheidwang a Grasgehren fins al coll de Riedberg
- pas 5a : de Grasgehren a Rohrmoos
- pas 5b : de Rohrmoos a Riezlern, a la petita vall de Walser
- pas 6a : de Riezlern a Schönblick a la Söllereckbahn
- pas 6b : de Schönblick pel llac Freiberg a Obertsdorf
- pas 7a : des d'Oberstdorf pel Gaisalp fins a Altstädterhof
- pas 7b : d'Altstädterhof a Bad Hindelang
- pas 8a : de Hindelang a través de Wertacher Hörnle a Schnitzlertalpe
- pas 8b : de Schnitzlertalalpe a Wertach

El camí turístic de Suàbia d'Algäu (Augsburg, Sonthofen) condueix en dues etapes als Alps d'Algäu. La vuitena etapa condueix de Maria Rain a Wertach per les altures de l'Eleger. La novena i última etapa del camí condueix de Wertach a Sonthofen a través del "Gran Bosc" i les dorsals de Starzlach.

#### Rutes de senderisme
El caràcter marcat dels Alps d'Allgäu a les serralades ha permès establir tota la xarxa de rutes de senderisme. Connecten les barraques de les associacions alpines o altres barraques i hotels i permeten fer excursions de diversos dies. Però també ofereixen moltes possibilitats per fer excursions d'un dia.
A la carena principal, principalment, a la part sud i sud-est dels Alps d'Algäga, hi ha la possibilitat d'emprendre excursions de diversos dies de barraca a barraca sense baixar a les valls habitades. Però el període durant el qual es poden dur a terme durant l'any és relativament curt : està limitat des de principis de juliol fins a mitjans de setembre. En aquest cas, es tracta de curses d'alta muntanya amb diferències d'altura sovint considerables i molt variables. La noció de camí d'alçada (Höhenweg) pren aquí tota la seva rellevància.
Cinc rutes de senderisme han rebut el seu propi nom. El camí de Heilbronn condueix des de la caseta del llac Rappen fins a la caseta de Waltenberger o més enllà de la caseta de Kemptner a la carena principal. La pista de Düsseldorf connecta la barraca de Kemptner amb la barraca Hermann von Barth al nord al voltant de Grosse Krottenkopf i Marchspitze a través de la bretxa de març. La ruta del jubileu connecta la barraca Prinz Luitpold amb el Willersalpe per sobre de Hinterstein. El camí d'Enzensperg passa a l'est de la serralada de Hornbach entre la caseta Hermann von Barth i la caseta Kaufberer. Finalment, el camí de Krumbach connecta el refugi del pas Fidere o el Kühgundalpe amb el refugi de Mindelheim.
Les rutes de senderisme i els refugis de la cadena principal i les seves baules laterals no estan enllaçades directament. També és possible un exemple d'una excursió relativament llarga durant diversos dies :
- dia 1 : Estació de Fellhorn o Kanzelwand - refugi del pas Fidere
- dia 2 : Refugi Fidere pass - refugi Mindelheim (carretera de Krumbach)
- dia 3 : Cabana Mindelheim - Cabana Widderstein
- dia 4 : Cabana Widderstein - cabana del llac Rappen
- dia 5 : Refugi del llac Rappen - cabana de Waltenberg (carretera de Heilbronn)
- dia 6 : Cabana de Waltenberg - cabana de Kemptner
- dia 7 : Barraca Kemptner - barraca Hermann von Barth per la bretxa de Krottenkopf
- dia 8 : Refugi Hermann von Barth - refugi Kemptner per la bretxa de març (chemin Düsseldorf)
- dia 9 : Barraca Kemptner - barraca Prinz Luitpold
- dia 10 : Cabana Prinz Luitpold - cabana de Landsberg (camí de Jubilé)
- dia 11 : Landsberg hut - Willersalpe (ruta del jubileu)
- dia 12 : Willersalpe - Oberjoch

Cada etapa dura només mig dia aproximadament, de manera que encara hi ha temps per pujar cims. Malauradament, el temps poques vegades és constant als Alps d'Allgäu i no es pot fer una travessia llarga, com s'ha descrit anteriorment, tot el temps amb bon temps. Els excursionistes que vulguin fer excursions exclusivament assolellades per la muntanya es desanimen de fer travessies de diversos dies als Alps d'Allgäu.
A part dels passos descrits anteriorment, hi ha altres rutes de senderisme : camí des de la cabana Edmund Probst (Nebelhorn prop d'Oberstdorf) fins a la cabana Prinz Luitpold o la cabana Kemptner, camí Neunerkopf (a sobre de Tannheim) fins a la cabana Landsberg i camí des de la cabana Hermann von Barth fins a la cabana Kaufberer (camí Enzensperg)
A més, a part de l'enllaç principal i els seus enllaços laterals, hi ha rutes de senderisme que, per tant, no formen cap xarxa coherent. Així, podem creuar la serralada de Nagelfluh en dos dies amb una nit a la cabana de Staufner. Un altre camí condueix des del Hochgrat fins al coll de Riedberg a través dels cims de la molassa i el flysch. L'altiplà de Gottesack es pot travessar per diversos camins. Finalment, a les muntanyes de Tannheim, és possible fer una ruta de diversos dies des de Pfronten fins a les crestes de Hahnen a través de la caseta Bad Kissinger i la caseta Gimpel o la caseta Otto Mayr.

### Telefèrics
Als Alps d'Allgäu, els següents telefèrics funcionen actualment a l'estiu per a turistes, excursionistes i muntanyencs :
- La Breitenbergbahn és un telefèric que funciona amb un sol cable (petita gòndola) des de Pfronten-Steinach, a l'Alggau, fins al Breitenberg inferior, un contrafort del Breitenberg. L'estació de la vall es troba a la vall de Vils a la B309 i a l'estació de tren de Pfronten-Steinach a 800 mentre que l'estació de cim es troba a 1 400 . El telefèric va ser renovat el 1996 amb cabines amb capacitat per a 6 persones. S'amplia amb la Hochalpbahn, que va ser renovada el 2004 i que va obrir un quart telecadira. El seu inici es troba a 1 498 i la seva arribada a 1 680 , a 158 per sota del cim de Breitenberg amb el refugi Ostl que es farà a peu ;
- el Didamskopfbahnen discorre en dos trams des de Schoppernau a Vorarlberg al Didamskopf. És un telefèric que funciona amb un sol cable (telecabina petita). El telecabina té capacitat per a 8 persones. Es va posar en servei el 1996 i va substituir un telecadira. L'estació de sortida és de 845 , l'estació mitjana de 1 668 i la línia de meta 2 018 , 72 per sota del cim de Didamskopf ;
- la Fellhornbahn a l'Oberallgäu condueix des de Faistenoy a la vall de Stillach al sud d'Oberstdorf fins a la carena de Fellhorn. És un telefèric Pendelbahn (telefèric gran) amb dues seccions. La secció inferior té dues cabines per a 80 persones cadascuna. L'estació de sortida es troba a 927 i l'estació mitjana a 1 785 , cosa que fa una diferència de 858 . La secció superior està formada per una sola cabina ;
- el Füssener-Jöchle-Bahn és un telefèric que funciona amb un sol cable (telecabina petita). Les cabines tenen 8 persones cadascuna. Condueix des de Grän a la vall de Tannheim fins al Tirol al Füssener Jöchle del grup Tannheim. El telefèric es va posar en servei el 1998 i substitueix un telecadira doble anterior. L'estació de sortida es troba a 1 206 m i la meta a 1 823 m ;
- La Hochgratbahn és un telefèric que funciona amb un sol cable (petita gòndola) des de Lanzenbach Säge a l'Algäu occidental fins a la carena per sota del cim d'Hochgrat. L'estació de sortida es troba a la vall de Weissach, al sud d'Oberstaufen i Steibis ;
- el Kanzelwandbahn és un telefèric que funciona amb un doble cable (petit telecabina) al Kleines Walsertal de Vorarlberg. Condueix des de Riezlern al Kanzelwand. Es va encarregar el 1955 i es va modernitzar regularment. Les cabines tenen 6 persones cadascuna. El desnivell entre les dues estacions és de 870 m ; Telefèric de Nebelhornbahn.

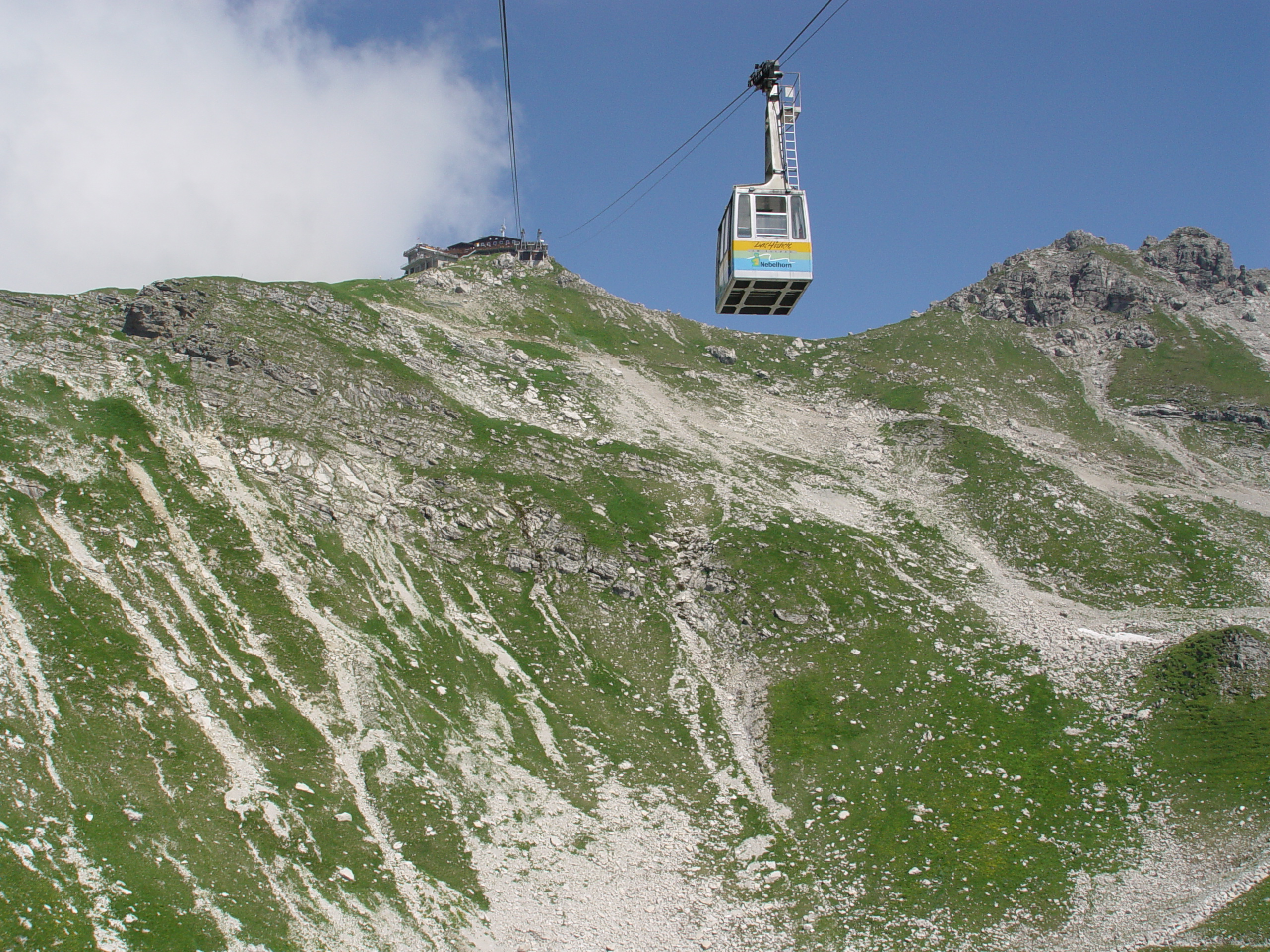
Telefèric de Nebelhornbahn.

- la Nebelhornbahn condueix des dels afores d'Oberstdorf a l'Oberallgäu en tres trams fins a la part superior del Nebelhorn. És el punt més alt accessible per telefèric als Alps d'Algovia. És un telefèric Pendelbahn (telefèric gran). Va ser construït el 1977 i parcialment reformat. L'últim tram es va construir el 1991 i substitueix dos telecadires anteriors. Les cabines de les dues seccions inferiors contenen 40 persones, enfront de 30 per a les que condueixen a la part superior. L'estació de sortida es troba a 828 , la primera estació intermèdia de Seealpe a 1 280 , la segona a 1 932 i la meta a 2 214 només 10 per sota del cim ;
- el Pfänderbahn a Vorarlberg condueix des de Bregenz al llac de Constança fins al Pfänder. És un telefèric Pendelbahn (telefèric gran). Les dues cabines contenen 80 persones cadascuna. Es va inaugurar el 1927 i es va renovar els anys següents. L'estació de sortida es troba a 419 i la meta a 1 022 , és a dir, 603 de desnivell ;
- el Reuttener Bergbahn condueix des del centre de Reutte al Tirol fins als cims de Hahnnen. És un gran telecabina Pendelbahn que té 38 persones. Es va obrir el 1957. L'estació de sortida es troba a 931 i l'arribada a 1 740 (198 per sota del punt més alt de les carenes), és a dir, 809 d'altitud ;
- el Vogelhornbahn és un telefèric que funciona amb un sol cable (telecabina petita). Es va posar en servei el 2000 i substitueix un telecadira anterior. Condueix des de la vall de Tannheim al Tirol fins al Neunerkopf (el punt més alt és el Nachbarberg). Cada cabina conté 8 persones ;
- el Walmendingerhornbahn és un telefèric Pendelbahn (telecabina gran) al Kleines Walsertal a Vorarlberg. Condueix des de Mittelberg fins al Walmendinger Horn. Cada cabina té capacitat per a 40 persones. Es va inaugurar el 1966 i creua un desnivell de 740 m

### Via ferrada
A la literatura especialitzada i a les taules de continguts corresponents, es detallen sis vies ferrades als Alps d'Allgäu. Es tracta de la via ferrada Hindelang des de Nebelhorn fins a la Grosse Daumen, el camí de Heilbronn des de la caseta del llac Rappen fins a la caseta de Kemptner, la via ferrada de Mindelheim des de la caseta del coll Fidere fins a la caseta de Mindelheim, la via ferrada Hohe Gänge entre la Rotspitze i el Breitenberg., des del camí de Bäumenheim fins al Hochvogel des del sud, i des de la via ferrada de Friedberg des de Füssener Jöchle fins al Roten Fluh a través de la bretxa escarpada (Schartschrofen).
Tanmateix, resumides sota la noció de via ferrada, les rutes són molt diverses. El camí de Heilbronn és més aviat una ruta de senderisme. Quan es va obrir el 1899, la noció de via ferrada encara no existia. En el seu recorregut, per descomptat, hi ha una escala metàl·lica i diversos metres de filferro d'acer, però estan dissenyats menys per a la progressió que per a la protecció, de la mateixa manera que al camí de Bäumenheim amb la pujada sud a Hochvogel des d'Hinterhornbach.
Molt més tard que només es van inaugurar aquestes dues rutes de senderisme als Alps d'Allgäu, la via ferrada en sentit estricte. Als anys 70, es van obrir tres vies ferrades, imitant així les instal·lacions ja disponibles als prealpis sud-orientals. La via ferrada de Mindelheim va obrir el 1975, seguint les de Hindelang i Friedberg una mica més tard. Aquestes tres rutes presenten graus de dificultat mitjans. La utilitat del turisme i els telefèrics veïns també van ser decisius per a la construcció de diversos d'ells. Així, la via ferrada Hindelang augmenta l'atractiu de la Nebenhornbahn, cosa que permet arribar en pocs minuts des de l'estació fins a la part superior a l'inici de la ruta. La via ferrada de Friedberg proporciona una connexió directa i interessant des de l'estació de Füssener-Jöchle-Bahn fins al grup central de Tannheim fins al Rote Fluh i el Gimpel.
La via ferrada Hohe Gänge completa la de Hindelang. Però també és una ruta que puja de forma independent, relativament llarga pel que fa a l'aproximació, i que garanteix una certa calma. Una altra ruta, curta i encara relativament confidencial, es va obrir el 1983 a la Jungfrauspitze, al vessant sud del Wolekleskarspitze, a la serra de Hornbach. Creua una alçada de 20 mètres mitjançant un fil d'acer continu i és molt rugós. En literatura especialitzada, és gairebé desconegut. A més, als Prealps, mentrestant, s'han trencat instal·lacions similars. Per tant, el Steineberg de la gamma Nagelfluh ara es pot pujar mitjançant una simple escala molt llarga i aèria amb un cable d'acer al davant. La ruta de senderisme alternativa condueix des de Mittagberg cap a l'oest per la roca del cim i, per tant, és molt menys directa. Al final de les escales, de sobte et trobes a la gran superfície herbosa amb la creu a la part superior.
En sentit estricte, no hi ha vies ferrades esportives als Alps d'Allgäu. Als anys noranta, la via ferrada de Mindelheim va ser sotmesa repetidament a accions destructives específiques.